# سید روح‌الله خمینی
سید روح‌الله خمینی (زاده‌شده به نام سید روح‌الله مصطفوی؛ ۱ مهر ۱۲۸۱ – ۱۳ خرداد ۱۳۶۸) روحانی و سیاستمدار ایرانی بود که از سال ۱۳۵۸ تا زمان مرگ در سال ۱۳۶۸ به‌عنوان نخستین رهبر جمهوری اسلامی ایران فعالیت کرد. او همچنین به‌عنوان یکی از مراجع تقلید شیعیان دوازده‌امامی شناخته می‌شد. خمینی انقلاب ۱۳۵۷ را رهبری کرد که به پایان نظام شاهنشاهی ایران انجامید و سپس نظام جمهوری اسلامی ایران را از طریق همه‌پرسی پایه‌گذاری کرد. از نظر ایدئولوژیک، خمینی یک اسلام‌گرای شیعه بود و دیدگاه‌های مذهبی و سیاسی او با عنوان خمینیسم شناخته می‌شوند. نوآورانه‌ترین جنبهٔ نظام سیاسی طراحی‌شده توسط او نظریه ولایت فقیه بود که بر نقش علما به‌عنوان عالی‌ترین مراجع سیاسی و حقوقی در حکومت تأکید داشت.
خمینی در حوزهٔ علمیه به تحصیل فقه، فلسفهٔ اسلامی و عرفان پرداخت و در سال ۱۳۱۳ به اجتهاد رسید. به‌گزارش ساواک وی اجازهٔ اجتهاد خود را از عبدالکریم حائری یزدی دریافت کرد. به روایت دیگر، او نه از کسی اجازهٔ اجتهاد گرفته و نه به کسی چنین اجازه‌ای داده است. او به مخالفت با سیاست‌های محمدرضاشاه، به‌ویژه انقلاب سفید و اعطای حق رأی به زنان توسط شاه پرداخت. همچنین، به‌دلیل متهم کردن شاه به پیروی از سیاست‌های اسرائیل و ایالات متحده، در سال ۱۳۴۲ خورشیدی به مدت ۱۰ ماه زندانی شد و سال بعد، به‌دلیل سخنرانی علیه اعطای کاپیتولاسیون به مستشاران نظامی آمریکایی، تبعید شد. وی در ۱۴ سال تبعید، پیگیر اوضاع سیاسی ایران بود، با ارسال پیام و اعلامیه، اسلام‌گرایان و مخالفان را رهبری می‌کرد و به تدوین نظریهٔ ولایت فقیه — که اصول آن تا پیش از انقلاب برای مردم ناشناخته ماند — پرداخت. وی در آخرین روزهای منتهی به پیروزی انقلاب ۱۳۵۷، به‌عنوان رهبر آن، شورای انقلاب و دولت موقت را تشکیل داد. پس از خروج شاه از ایران، در ۱۲ بهمن ۱۳۵۷، خمینیِ به ایران بازگشت و در ۲۲ بهمن انقلاب پیروز شد.
با فرمان خمینی، کمیتهٔ امداد، جهاد سازندگی، سپاه پاسداران انقلاب اسلامی، نهضت سوادآموزی، سازمان بسیج مستضعفین، و شورای عالی انقلاب فرهنگی تشکیل شدند. در دوران رهبری او، جنگ هشت‌ساله‌ای میان ایران و عراق آغاز شد. به‌منظور تحکیم نظام، چندهزار نفر از زندانیان عقیدتی-سیاسی به‌دستور او در سال ۱۳۶۷ اعدام شدند. او تلاش کرد روابط خوبی بین سنی‌ها و شیعیان برقرار کند، هرچند در خفا اهل سنت را بدعت‌گذار می‌دانست و سیاست سنی‌ستیزانه‌ای را در منطقه دنبال می‌کرد. مراسم خاکسپاری خمینی در سال ۱۳۶۸ با حضور بیش از ۱۰ میلیون نفر، در کتاب رکوردهای گینس به‌عنوان بزرگ‌ترین تشییع جنازهٔ تاریخ از نظر درصد جمعیت شرکت‌کننده ثبت شد.
خمینی «چهرهٔ نمادین اسلام شیعه در فرهنگ عامهٔ غرب» توصیف شده است. مجلهٔ تایم در سال ۱۹۷۹ میلادی، وی را به‌عنوان شخص سال انتخاب کرد. همچنین در سال ۱۹۹۹، خمینی جزو فهرست تایم از ۱۰۰ شخصیت تأثیرگذار قرن بیستم میلادی بود. به عقیدهٔ نیکی کدی، با انقلاب ایران انتظار همگانی برای آزادی و برابری اجتماعی نسبت به زمان شاه برآورده نشد. یرواند آبراهامیان، برخلاف آن که عده‌ای که خمینی را یک روحانی سنتی می‌دانند، او را از لحاظ نظریهٔ سیاسی و استراتژی عوام‌گرایی مذهبی خود، نوآور مهمی در ایران تلقی می‌کند.
خمینی به‌دلیل اعمالی چون نقض حقوق بشر ایرانیان، از جمله کشتار مخالفان و اعدام هزاران زندانی سیاسی در سال ۱۳۶۷، و مسائلی مثل فتوای قتل سلمان رشدی مورد انتقاد است. به‌گفتهٔ نیویورک تایمز، او دموکراسی را برابر با «فاحشه‌گری» می‌دانست. مجازات ایرانیان به‌دلیل اتهاماتی چون «توهین به خمینی» امری معمول در جمهوری اسلامی است. پس از پیروزی انقلاب، حکومت جمهوری اسلامی کیش شخصیتی حول محور خمینی شکل داد.

## اوایل زندگی و تحصیلات

شناسنامه سید روح‌الله مصطفوی معروف به سید روح‌الله خمینی

به‌عقیدهٔ عباس میلانی تاریخ‌نگار و از مخالفان نظام حاکم ایران اطلاع چندانی در مورد دوران کودکی خمینی در دست نیست و این ابهام سبب شده است که این بخش از زندگی او به‌طور شفاف مورد مطالعه قرار نگیرد. وی معتقد است زندگی‌نامه‌های خمینی معمولاً یا به‌طور محسوسی اغراق‌آمیز نوشته شده‌اند، یا به‌گونه‌ای قصد تخریب و تحریف شخصیت واقعی او را دارند. در سمت دیگر، روایاتی از نزدیکان وی وجود دارد که خصوصیات مثبت اخلاقی خمینی را کم‌وبیش با اغماض بیان کرده‌اند.

### نسب خمینی
روح‌الله موسوی خمینی، ۱ مهر ۱۲۸۱ خورشیدی (۲۴ سپتامبر ۱۹۰۲ میلادی) در خانواده‌ای اهل دانش و با نفوذ در خمین زاده شد. به‌نوشتهٔ باقر معین، خمینی در خانواده‌ای بود که سابقهٔ فعالیت‌های دینی و مذهبی در آن وجود داشت و به قرن‌ها قبل برمی‌گشت. معین می‌نویسد، خاندان او «سید موسوی» بودند، به این معنی که نسب‌شان به محمد و از طریق دختر او فاطمه و نیز به هفتمین امام شیعیان، موسی کاظم برمی‌گشت.
به گفته حشمت‌الله ریاضی یزدی، جد اعلای خمینی «سید حیدر موسوی صفوی اردبیلی کُردی» از عالمان شیعه است که در سال ۷۶۶ق توسط میر سید علی همدانی، عالم و عارف شیعه، برای تبلیغ اسلام از ایران به کشمیر فرستاده شد و کشته شد.
در دائرةالمعارف بزرگ اسلامی ذکر شده‌ است که نام پدر وی، سید مصطفی موسوی و پدربزرگش احمد هندی بوده‌ است اما از آنجا به قبل چندان روشن نیست و فقط گفته شده که نسب او به حمید حسین موسوی می‌رسد. خاندان خمینی ابتدا ساکن شهر نیشابور (دزق سرولایت نیشابور) بودند، منبع اصلی شرح حال وی، یعنی خاطرات برادرش مرتضی پسندیده می‌گوید محمد نصیر نیشابوری از سادات شیعه صاحب‌منصب حکومت صفوی در ۱۷۰۶ میلادی به هند مهاجرت کرده و در دربار بهادرشاه یکم گورکانی مغولان هند منصوب شد. در این منطقه قوانین اسلام و شیعهٔ دوازده‌امامی که از زمان صفویان دین و مذهب رسمی ایران به حساب می‌آمد، برقرار بود. فرزندش برهان‌الملک محمدامین صوبهدار فرماندار استان گجرات شده و وارد دستگاه محمدشاه شد و جایگاه ایرانیان را در دربار هند ارتقاء داد. برهان‌الملک در ۱۷۱۸ میلادی به حکومت اوده منصوب و با همکاری شیعیان اعلام استقلال کرد و سلسلهٔ نوابان اوده را بنیان گذاشت و در ۱۱۵۱ قمری (۲۱ سال قمری پس از حکومت اوده) درگذشت، اما با حضور فرزندانش سادات هند زیاد شدند. صد سال بعد حمید موسوی آغاز به فعالیت کرد که پدرش محمدقلی موسوی معروف به علامه کنتوری یا کینتوری و برادرانش سیدسراج حسین و اعجاز حسین (همان میر حامدحسین هندی) از علمای مذهبی و فقهی مقیم هند بودند. میر حامد حسین موسوی که نویسندهٔ کتاب عبقات الانوار فی مناقب الائمةالاطهار یکی از مشهورترین اعضای این خاندان به‌شمار می‌رود. فرزند میرحامد حسین، سید ناصر حسین، نیز مرجع شیعیان هندی بود. او سه پسر داشت که پسر سومش، سید احمد موسوی، ساکن کشمیر می‌شود و پس از وی سید دین علیشاه بود. با کشته شدن دین علیشاه، فرزندش سید احمد موسوی هندی به نجف می‌رود و به درجهٔ اجتهاد می‌رسد. در آنجا توسط یوسف خان فرفهانی به خمین دعوت می‌شود و در سال ۱۲۵۰ قمری رهسپار آنجا می‌گردد و در ۱۲۵۷ قمری با دختری به نام سکینه ازدواج می‌کند. مصطفی، پدر روح‌الله، در ۱۲۷۸ قمری زاده می‌شود. وی برای ادامه تحصیل به اصفهان می‌رود و در آنجا با هاجر خانم، دختر یکی از استادان خود که اهل خمین بود، ازدواج می‌کند.

### خانواده و کودکی
خمینی تحصیلات ابتدایی و مقدماتی را در نوجوانی و آغاز جوانی در مکتب محلی و مدرسه‌ای در خمین گذراند. احمد خمینی گفته است که پدرش در دوران کودکی بازیگوش بود و دچار شکستگی‌های متعدد شده بود و همیشه در خاک کوی و آب جوی مشغول بازی بود.
پدر وی، سید مصطفی، روحانی و مجتهد ساکن خمین بود. حاصل ازدواج سید مصطفی با هاجر، دو فرزند دختر به‌نام مولودآقا خانم و فاطمه و سه فرزند پسر به نام‌های مرتضی، نورالدین و روح‌الله بود. روح‌الله آخرین فرزند این خانواده بود. سید مصطفی در اسفند ۱۲۸۱ خورشیدی (ذی‌الحجه ۱۳۲۰ قمری) و در پنج‌ماهگی روح‌الله، در مسیر خمین به اراک مورد حمله قرار گرفت و با اصابت چند گلوله به ناحیهٔ کتف و کمر کشته شد. پس از این اتفاق، جنازهٔ وی به نجف منتقل و درآنجا دفن شد. به‌گفتهٔ میلانی، علت به قتل رسیدن پدر خمینی در هاله‌ای از ابهام است و منابع طرفدار خمینی، هم‌دستان رضاشاه را عامل این اتفاق می‌دانند. او می‌گوید اما به نظر می‌رسد که این داستان صرفاً هدفی سیاسی داشته باشد زیرا رضا شاه بیست‌ودو سال بعد از مرگ پدر خمینی به پادشاهی رسید. دائرةالمعارف بزرگ اسلامی به‌نقل از چند تن دیگر، ماجرای قتل سید مصطفی را این‌گونه می‌نویسد که وی پس از مرگ ناصرالدین‌شاه گروهی نظامی را تشکیل می‌دهد تا علیه سه برادر که خان‌های خمین بودند به‌دلیل ظلم آن‌ها به رعیت قیام کند. یک بار که خدمتکار خود قنبرعلی را که توسط آن‌ها زندانی شده بود را از اسارت آن‌ها آزاد می‌کند، این فرصت به وجود می‌آید و با قیام علیه آن‌ها، بهرام‌خان را زندانی می‌کند و او در زندان می‌میرد یا کشته می‌شود. در سال ۱۲۸۱ شمسی، دو برادر دیگر خان خمین که در پی انتقام بوده‌اند در نزدیکی اراک برایش کمین کرده و او را به قتل می‌رسانند. پدر خمینی از طرف همسرش به خانواده‌ای سرشناس در خوانسار متصل بود و نفوذ زیادی داشت.
خمینی، توسط دایه و مادر و عمه‌اش بزرگ شد. مادر و عمهٔ او در موج قحطی ۱۲۹۸–۱۲۹۶ ایران، در سال ۱۲۹۷ خورشیدی درگذشتند.

### دورهٔ جوانی و تحصیلات

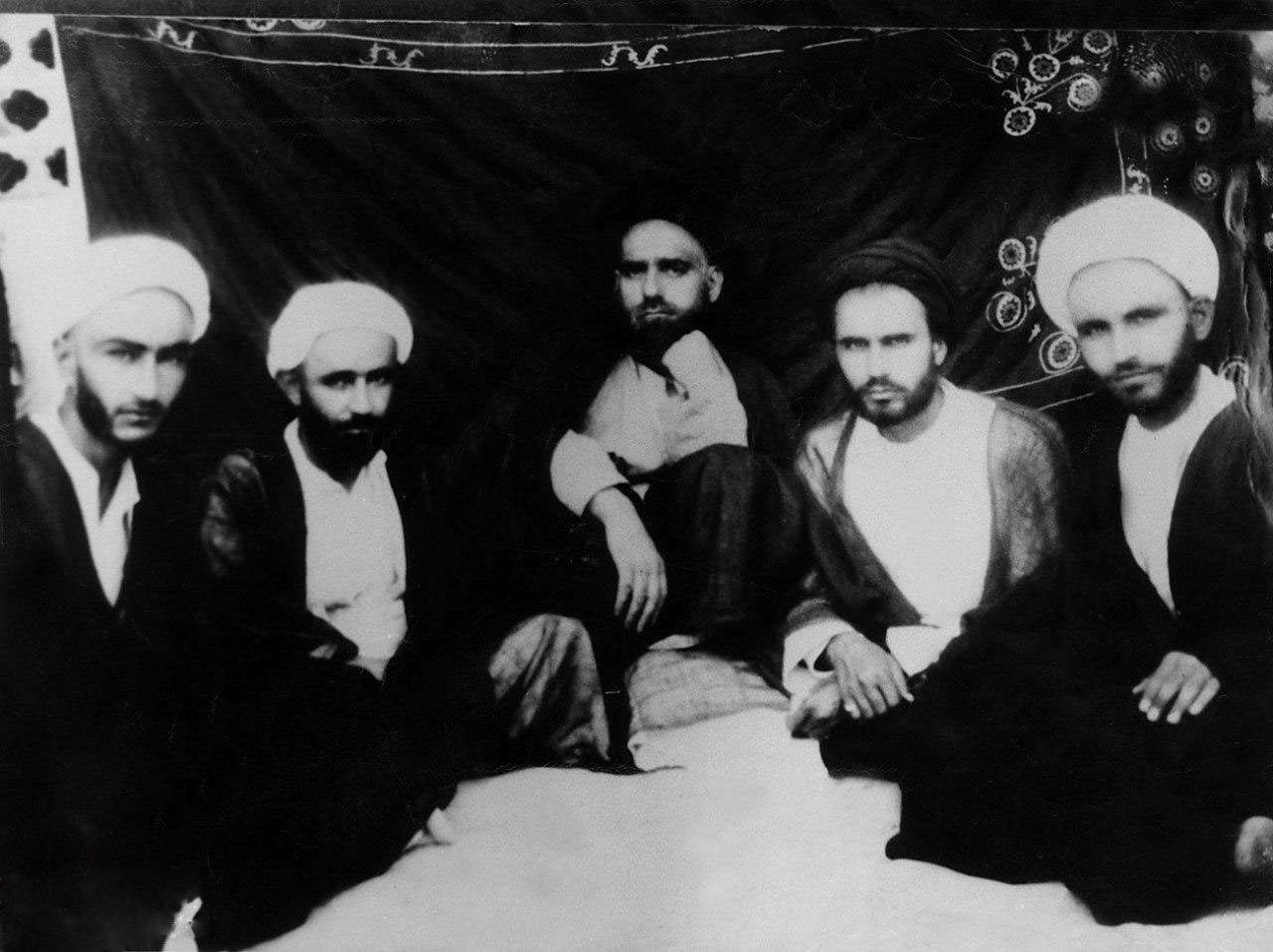
خمینی، نفر دوم سمت راست در جمع همدرسان

خمینی در کودکی به مکتب شخصی به نام ملا ابوالقاسم رفت. سپس، ادبیات عرب، دروس ابتدایی و مقدمات را از دایی‌اش، میرزا محمدمهدی، و منطق را نزد شوهرخواهرش، میرزارضا نجفی، فرا گرفت.
خمینی پس از تحصیلات مقدماتی خود در خمین، در ۱۹ سالگی، به سال ۱۲۹۹ خورشیدی، برای تکمیل تحصیلات خود راهی اراک شد. او در آن‌جا وارد مدرسهٔ سپهدار شد. در آن سال‌ها مدرسهٔ سپهدار در اراک به‌دلیل حضور عبدالکریم حائری یزدی به مرکز مهمی برای یادگیری علوم دینی تبدیل شده بود. وی در آنجا منطق را از محمد گلپایگانی، اصول را از محمدعلی بروجردی و فقه را از عباس اراکی آموخت. یک سال بعد به‌دنبال مهاجرت عبدالکریم حائری یزدی برای تأسیس حوزهٔ علمیهٔ قم، خمینی نیز راهی این شهر شد. او در آن‌جا مطول را از محمدعلی ادیب تهرانی، مکاسب را از سید محمدتقی خوانساری، و کفایه را از سید علی یثربی کاشانی آموخت.
خمینی بعد از گذراندن دورهٔ سطح، ابتدا در درس خارج فقه و اصول سید علی یثربی کاشانی و سپس در درس خارج فقه عبدالکریم حائری یزدی شرکت کرد. وی برای فراگیری فلسفه به درس علی اکبر حکمی یزدی رفت و در همان ایام نقد فلسفهٔ داروینیسم را نزد محمدرضا نجفی فراگرفت. به‌مدت چهار سال منظومه ملا هادی سبزواری را در محضر سید ابوالحسن رفیعی قزوینی آموخت و اسفار اربعه ملاصدرا را با خلیل کمره‌ای مباحثه کرد. وی نزد ابوالحسن رفیعی قزوینی علاوه بر فلسفه، ریاضیات و هیئت را نیز فراگرفت. در عرفان از میرزا محمدعلی شاه‌آبادی بهره برد. او از سال ۱۳۰۷ به‌مدت شش سال در درس خصوصی عرفان شاه آبادی شرکت می‌کرد و منازل‌السائرین خواجه عبدالله انصاری و شرح مصباح الانس و مفاتیح الغیب صدرالدین قونوی را از وی آموخت و خود شرحی بر مفاتیح الغیب نگاشت.
وی در سال ۱۳۱۳ به اجتهاد رسید. پس از مرگ حائری در سال ۱۳۱۵، با آمدن حسین طباطبایی بروجردی به قم، در درس خارج فقه و اصول او حضور پیدا کرد. خود این کار را برای ترویج جایگاه او دانست.

### تدریس
زمانی که محمدعلی شاه‌آبادی در ۱۳۱۵، قم را به قصد تهران ترک کرد، خمینی جوان را جانشین خود در تدریس اخلاق کرد. کلاس‌های او علاوه برآن به جایی برای طرح نگرانی‌ها و دغدغه‌های مربوط به آن دوره نیز بود. حکومت پهلوی دستور داد که کلاس‌های درس او از مدرسهٔ فیضیه به مدرسهٔ کوچکی به‌نام مدرسهٔ ملاصادق، منتقل شود. اما با سقوط رضاشاه در سال ۱۳۲۰، کلاس‌های درس دوباره به مکان قبلی خود بازگشت و با همان محبوبیت از سر گرفته شد. در حین تدریس اخلاق به جمع کثیری از مستمعین، خمینی شروع به تدریس فلسفه، به گروهی از طلبه‌های جوان شامل مرتضی مطهری و حسینعلی منتظری کرد. این طلاب بعدها از یاران او در نهضت بودند. وی در سال ۱۳۲۵، تدریس خارج فقه را با استفاده از کتاب کفایة الاصول آغاز کرد.
خمینی در این سال‌ها به تدریس خصوصی و عمومی آثار فلسفی و عرفانی نظیر منظومهٔ ملاهادی سبزواری و اسفار ملاصدرا می‌پرداخت. وی که از ۲۷ سالگی تدریس فلسفه و عرفان را آغاز کرده بود، به‌شدت با مخالفت جریان سنتی حاکم بر حوزه مواجه شد تا جایی که برخی وی را نامسلمان تلقی می‌کردند.

## ازدواج و خانواده
روح‌الله در سال ۱۳۰۸ هجری خورشیدی با خدیجه ثقفی دختر میرزا محمد ثقفی تهرانی ازدواج کرد. برخلاف سنت رایج چند همسری و متعه در بین روحانیان آن زمان، خمینی هیچگاه همسر دیگری و متعه اختیار نکرد و برخلاف رسم آن زمان خمینی در امور منزل به همسرش کمک می‌کرد. حاصل این ازدواج، دو پسر و سه دختر به نام‌های مصطفی، احمد، زهرا، صدیقه و فریده بود.

## آغاز فعالیت سیاسی
خمینی در دههٔ ۱۳۱۰ به هیچ فعالیت سیاسی آشکاری دست نزد. با این‌که او با معدود علمایی که به‌صورت آشکار به اقدامات رضاشاه اعتراض می‌کردند، همدردی داشت اما هیچگاه آشکارا وارد صحنهٔ اجتماعی نشد. عباس میلانی می‌نویسد که دوران رضاشاه، دوران محدودیت و عقب‌نشینی برای روحانیت بود و خمینی مانند سایر روحانیون تنها برای بقا تلاش می‌کرد. با رفتن رضاشاه و شروع جنگ جهانی دوم این فضا تغییر کرد.

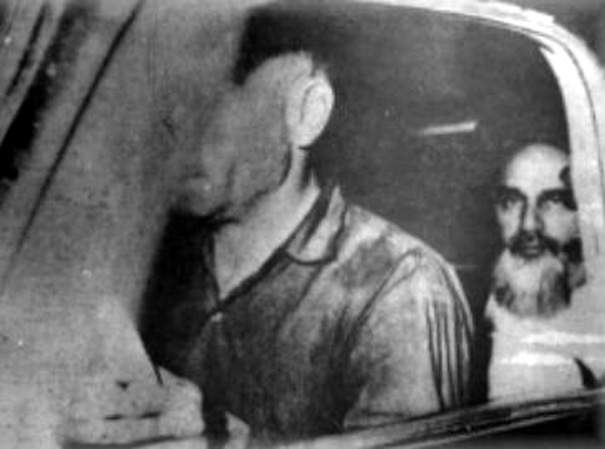
خمینی در خودروی کرایه‌ای در حال عزیمت به مجلس درس. این عکس مدت‌ها به‌اشتباه به دستگیری توسط ساواک نسبت داده می‌شد.

اولین حضور خمینی در سطح اجتماع، چند سال بعد از شروع سلطنت محمدرضاشاه و در اوایل دههٔ ۱۳۴۰ زندگی او بود. در سال ۱۳۲۳، خمینی به‌طور ناشناس و بدون امضا، کتاب کشف‌الاسرار را در مقابل کتاب اسرار هزارساله ضد کسانی نوشت که اصلاحات در شیعه را تبلیغ می‌کردند. خمینی در این کتاب به کسانی ماند علی‌اکبر حکمی‌زاده روزنامه‌نگار، روحانی اصلاح‌طلب، محمدحسن شریعت سنگلجی و همچنین به کسانی مانند احمد کسروی حمله کرد. این کتاب نشان‌دهندهٔ موضع سنتی و سخت خمینی در برابر چالشگران روحانیت شیعه و همچنین مدرنیته است. او در این کتاب حملات اصلاح‌طلبان را جزئی از نقشهٔ امپریالیسم برای نابودی شیعه می‌دانست. روحیهٔ مبارزه‌طلبی و تمرد خمینی الهام‌بخش اولین اثر منتشرشده توسط او، یعنی کشف‌الاسرار (تهران، ۱۳۲۴ هجری شمسی) بود.
خمینی در نامه‌ای سرگشاده ظاهراً خطاب به مردم و روحانیان با عنوان «بخوانید و به کار بندید» به تاریخ اردیبهشت ۱۳۲۳ خورشیدی، در پاسخ به کتاب جنجالی شیعیگری؛ بخوانند و داوری کنند از کسروی، وی را «یک نفر تبریزی بی‌سروپا» خطاب کرد و از روحانیونی بود که «مسلمانان باغیرت» را به کشتن «این مرتد جاهل مفسد فی الارض» فراخواند. انتقادات کسروی از برخی عقاید مذهبی شیعه منجر به سوءقصد به وی از سوی روحانی ۲۱ ساله‌ای به‌نام نواب صفوی در اردیبهشت ۱۳۲۴ شد. کسروی از این سوءقصد جان سالم بدر برد، اما گروهی از اعضای فدائیان اسلام در اسفند همان سال وی را هنگامی که در کاخ دادگستری تهران، به اتهامات توهین به مقدسات پاسخ می‌داد، به‌طرز فجیعی به قتل رساندند. زمانی که نواب صفوی و یارانش در سال ۱۳۳۴ توسط حکومت دستگیر شدند، خمینی کوشید تا از اعدام نواب جلوگیری کند. وی با بروجردی و چند تن دیگر از علما مذاکره کرد، تا در موضوع مداخله کنند، اما در این کار توفیقی نیافت. خمینی یک سال پس از انقلاب ۱۳۵۷، در تفسیر سورهٔ حمد به تمجید از «اطلاعات تاریخی و قلم» کسروی پرداخت ولی ایراد او را در «غرور داشتن» عنوان کرد.

### دوران بروجردی
در سال ۱۳۲۵، مراجع تقلید وقت شیعه، سید ابوالحسن اصفهانی و سید حسین طباطبایی قمی در عراق درگذشتند. پس از آن، عملاً سید حسین طباطبایی بروجردی عهده‌دار مرجعیت عامهٔ شیعیان گشت و این موضوع به‌مدت نزدیک به ۱۵ سال ادامه یافت.
در سال ۱۳۲۴ سید حسین بروجردی به‌عنوان گزینهٔ مناسب ریاست حوزه وارد قم شد و مورد استقبال قرار گرفت، و سرپرستی حوزه را عهده‌دار شد. ریاست بروجردی بر حوزه به‌مدت پانزده سال طول کشید. در این مدت تغییرات اساسی در ساختار حوزه به‌وجود آمد و تحولات بسیاری زیر نظر او رخ داد و استقبال از طرح اصلاح و نوسازی حوزه که از جمله اقدامات صورت گرفته در زمان ریاست او محسوب می‌شوند. خمینی علی‌رغم آنکه خود مجتهد بود، برای ترویج و تحکیم جایگاه بروجردی در درس‌های خارج وی شرکت می‌کرد. اگرچه در دوران ریاست بروجردی بر حوزه تحولات مفید و گسترده‌ای صورت گرفت، اما با این وجود خمینی نتوانست در این دوران اصلاحات مورد نظر خود را در حوزه عملی کند. او در سال ۱۳۲۸ طرح اصلاح اساسی ساختار حوزهٔ علمیه را با همکاری مرتضی حائری تهیه و به سید حسین طباطبایی بروجردی پیشنهاد داد. با این وجود، پیشنهادهای خمینی دربارهٔ اصلاحات در حوزه نهایتاً از طرف بروجردی — علیرغم تمایل اولیه — عملی نشد.
به‌نوشتهٔ عباس میلانی، در این دوره حوزهٔ قم تحت نفوذ محمدحسین بروجردی بود که به عدم دخالت روحانیان در امور سیاسی اعتقاد داشت. خمینی به‌عنوان یک روحانی جوان با این رویه عمیقاً مخالف بود. وی به‌طور مخفیانه به تدریس عرفان می‌پرداخت، هرچند این کار در آن زمان در حوزه ممنوع بود. او همچنین، به‌طور مخفیانه از نواب صفوی حمایت می‌کرد. او در هنگام تدریس روش مرسوم در قم که مباحثه بین طلاب بود را برنمی‌تافت. عباس میلانی می‌نویسد که خصوصیاتی مانند خود رأیی و قاطعیت که بعدها در زندگی سیاسی او می‌بینیم، در خمینی به‌عنوان یک معلم جوان هویدا است. خمینی در زمان ریاست بروجردی بر حوزه، بیشتر بر تدریس و آموزش متمرکز بود تا هرگونه فعالیت سیاسی. در آن زمان، او اصول و خارج فقه را آموزش می‌داد، شاگردانی را به دور خود جمع کرده‌بود که بعدها در فعالیت‌های سیاسی او که در پایان منجر به سقوط حکومت پهلوی شد، تبدیل به یاران اصلی او شدند. جز مطهری و منتظری، جوانانی مانند محمدجواد باهنر و اکبر هاشمی رفسنجانی نیز از آن جمله بودند.
رابطهٔ خمینی با شخصیت‌های مذهبی فعال آن دوران که به شکل آشکاری در حوزهٔ سیاست به مبارزه با اقدامات حکومت می‌پرداختند، نظیر سید ابوالقاسم کاشانی و سید مجتبی نواب صفوی رهبر فدائیان اسلام، مقطعی و اکثراً بی‌ثمر بود. علت اصلی عدم تمایل او بر مبارزات مستقیم و صریح سیاسی در آن زمان به عقیدهٔ خاص او در این زمینه بازمی‌گشت. او معتقد بود که هرگونه جنبش مبارز و خواهان تغییرات می‌بایست توسط یک روحانی دینی هدایت شود. این در حالی بود که تأثیرگذارترین چهرهٔ این راه در آن زمان، محمد مصدق بود که فردی سکولار و ملی‌گرا محسوب می‌شد.
در سال ۱۳۲۷، در زمان تشکیل اسرائیل، خمینی به‌همراه جمعی از علما با صدور بیانیه‌ای، اقدام سازمان ملل متحد برای رسمیت بخشیدن به تأسیس این کشور را به‌عنوان اقدامی استعماری محکوم کرد.

## مخالفت با حکومت پهلوی
به‌گفتهٔ حمید الگار پس از مرگ سید حسین طباطبایی بروجردی (۱۳۴۰) خمینی به‌عنوان یکی از جانشینان بروجردی برای رهبری مذهبی مطرح شد. از نشانه‌های این امر، انتشار کتاب‌هایی در فقه و از جمله توضیح المسائل بود. به‌گفتهٔ آبراهامیان توضیح المسائل خمینی در سال ۱۹۶۱ میلادی (۱۳۳۹–۱۳۴۰ خورشیدی) در نجف چاپ شد. طولی نکشید که خمینی به عنوان مرجع تقلید جمع کثیری از شیعیان ایران شناخته شد. اما به‌گفتهٔ عباس میلانی، پس از مرگ بروجردی، هرچند خمینی از مدرسان تأثیرگذار حوزه بود و مورد علاقهٔ روحانیان نسل جوان بود، اما به‌طور قطع هم سطح سایر مراجع تثبیت شده قم نبود.
در سال ۱۳۴۰، زمانی که علی امینی، نخست‌وزیر وقت، برای جلب حمایت علما از اصلاحات خود به قم رفت، با خمینی، گلپایگانی، مرعشی نجفی و شریعتمداری دیدار کرد. در این دیدار، خمینی صراحتاً وظیفه علما را مبارزه با دیکتاتوری و تقویت نهضت‌های ملی و مردمی بیان کرد.

### مخالفت با اصلاح قانون انتخابات
در مهرماه سال ۱۳۴۱ تصویب‌نامه انجمن‌های ایالتی ولایتی مطرح و تصویب شد، که در آن برای اقلیت‌های مذهبی زرتشتی، یهودی، مسیحی و بهایی منتخب، به‌جای شرط «سوگند به قرآن»، تنها از واژهٔ سوگند خوردن به یک «کتاب» استفاده شده بود. و شرط اسلام برای انتخاب‌کنندگان و انتخاب‌شوندگانِ انجمن‌ها حذف شده بود.
این موضوع مخالفت شدید روحانیان را به همراه داشت. در این میان خمینی طبق یک اقدام خارج عرف دو بار مستقیماً به شاه نامه نوشت. در نامهٔ اول خمینی چنین نوشت:
 بسم الله الرحمن الرحیم
حضور مبارک اعلیحضرت همایونی
پس از اهدای تحیت و دعا، به‌طوری‌که در روزنامه‌ها منتشر است، دولت در انجمنهای ایالتی و ولایتی، «اسلام» را در رأی‌دهندگان و منتخبان شرط نکرده؛ و به زنها حق رای داده است؛ و این امر موجب نگرانی علمای اعلام و سایر طبقات مسلمین است. بر خاطر همایونی مکشوف است که صلاح مملکت در حفظ احکام دین مبین اسلام و آرامش قلوب است. مستدعی است امر فرمایید مطالبی را که مخالف دیانت مقدسه و مذهب رسمی مملکت است، از برنامه‌های دولتی و حزبی حذف نمایند تا موجب دعاگویی ملت مسلمان شود.
الداعی: روح‌الله الموسوی
 در نامهٔ دوم خمینی شاه را از خشم مسلمانان برحذر کرد.
با افزایش فشار به حکومت، سرانجام در آذر ماه، شاه و دولت از شرط سوگند خوردن به «کتاب» عقب‌نشینی کردند و دولت نیز به‌صورت رسمی آن را اعلام کرد. خمینی که تا این زمان کمتر در خارج از حلقهٔ روحانیان شناخته شده بود، در راس نویسندگان نامه‌ای قرار گرفت که این پیروزی را به رهبران مذهبی سراسر کشور تبریک گفته‌بود. این حرکت هماهنگ علما که به «نهضت دوماههٔ روحانیون» شهرت یافت، اولین پیروزی سیاسی روحانیون ایران به رهبری خمینی بود. برخی از علمای قم این اقدام را کافی دانستند، اما خمینی اهداف پشت پردهٔ حکومت پهلوی و دخالت آمریکا و صهیونیسم در امور مملکت را طرح کرد. ابعاد و عمق مبارزات خمینی فراتر از لغو تصویب‌نامه بود. او در اعلامیه‌ها و سخنرانی بعدی خود اعلام خطر کرد که اسلام و استقلال مملکت و اقتصاد ایران در معرض توطئهٔ صهیونیست‌هاست و تا رفع این خطرها نباید از پا نشست.

### مخالفت با طرح انقلاب سفید

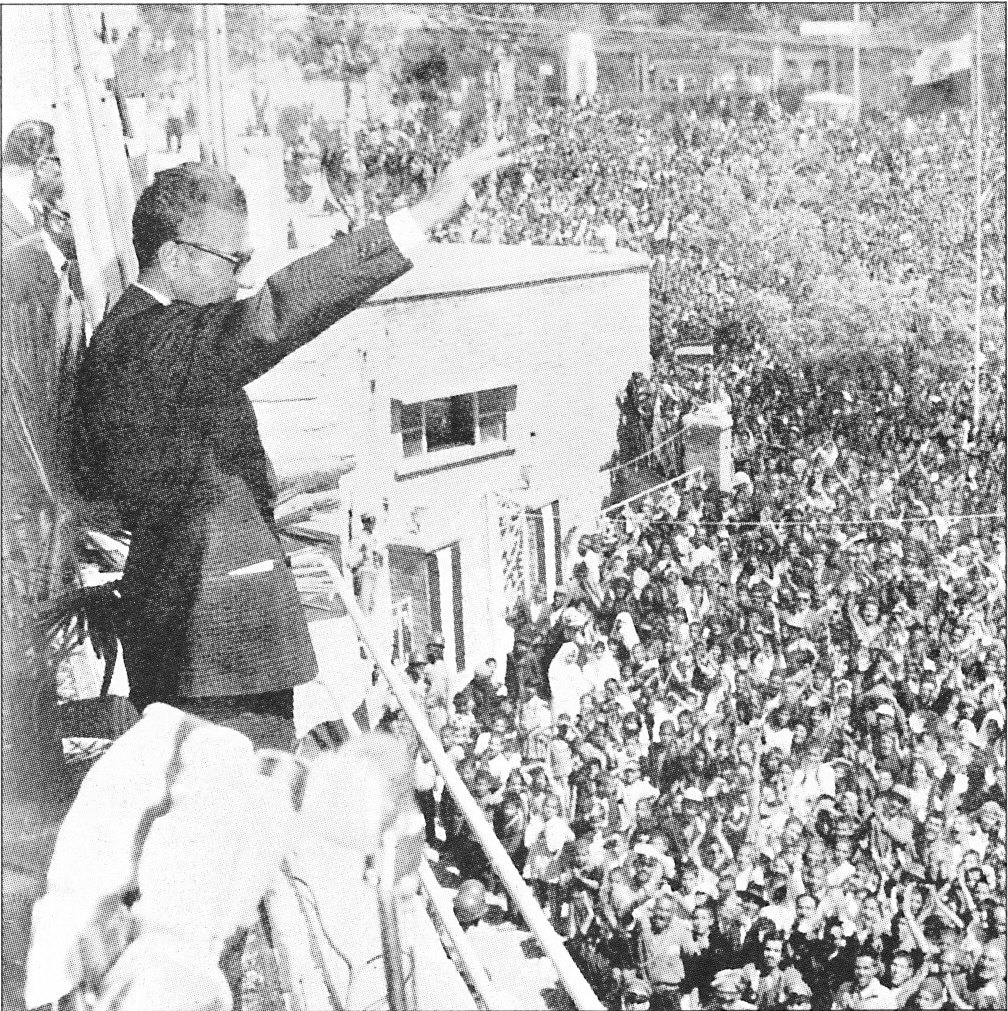
سخنرانی محمدرضا پهلوی پس از تصویب منشور انقلاب سفید. تهران. ۱۳۴۱

در دی‌ماه ۱۳۴۱ طرحی جدید توسط شاه با عنوان «انقلاب سفید» یا «انقلاب شاه و میهن» با اصولی شش‌گانه اعلام شد. معروف‌ترین بند این اصول شش‌گانهٔ انقلاب سفید، الغای رژیم ارباب و رعیتی بود. شاه از مردم درخواست کرد که به پای صندوق‌ها آمده و به‌آن رأی بدهند. احزاب ملی‌گرا با شعار «اصلاحات آری، دیکتاتوری نه» با اصلاحات موافقت کردند. احزاب چپ نیز همراه با رادیو مسکو از اقدام شاه حمایت کردند.
خمینی این اصلاحات را بیش از هر چیز به سود شاه و سلطنت او و زمینهٔ برای نفوذ بیشتر آمریکا و اسرائیل به ایران می‌دانست. بنابراین او در نشست علمای قم، خواهان تحریم رفراندوم شد. علمای محافظه‌کارتر معتقد بودند توان مقابله با شاه را ندارند، اما سرانجام، دیگر علما نظر خمینی در خصوص تحریم انتخابات را پذیرفتند. خمینی در دوم بهمن، بیانیهٔ شدیداللحنی علیه شاه صادر کرد.
شاه وارد قم شد تا نظر موافق علمای دین در مورد برنامه‌های خود را بگیرد. خمینی با پیشنهاد استقبال از شاه شدیداً مخالفت و حتی خروج از مدارس و منازل را تحریم کرد. شاه نیز، در یک سخنرانی مخالفان اصلاحات را ارتجاع سیاه نامید. سرانجام این رفراندوم انجام شد و رسانه‌های دولتی خبر از تصویب آن با اکثریت آراء دادند.
به‌دنبال آن، خمینی مردم ایران را به مبارزهٔ منفی علیه حکومت فراخواند و شاه را به تمکین در برابر اسلام و علماء. شاه نیز در ۲۳ اسفند آن سال در سخنانی تند، کسانی را که رفراندوم را تحریم کرده بودند به سرکوب و شدت عمل تهدید کرد. متقابلاً خمینی، طی بیانیه‌ای نوروز سال جدید، یعنی ۱۳۴۲ را عزای عمومی اعلام کرد. او در این بیانیه از انقلاب سفید شاه به «انقلاب سیاه» تعبیر کرد و آن را هم‌سو با اهداف آمریکا و اسرائیل دانست. این بیانیه که به امضای خمینی و هشت تن دیگر از علما رسید، خواستار تغییر دولت به علت عدول از احکام اسلام و تجاوز به قانون اساسی مشروطیت شد.
مخالفان اصلی برنامه‌های اصلاحی شاه دو گروه قدرتمند بودند: جبههٔ ملی از سویی و طبقهٔ مذهبی و متحدانشان در بازار از سوی دیگر. جبههٔ ملی طی اعلامیه‌ای انقلاب سفید را «بازگشت به استبداد» دانست. علما نیز مخالف افزایش قدرت شاه، اصلاحات اراضی و اعطای حق رأی به زنان بودند. ولی در میان معترضان، خمینی ضمن دوری جستن از طرح موضوعاتی چون اصلاحات ارضی و حق رأی زنان که موضوع اصلی مورد مخالفت دیگر روحانیون بود، به مسائلی می‌پرداخت که بیشتر توده مردم را خشمگین می‌ساخت و مرکز ثقل مخالفتش با شاه بر سر نفوذ آمریکا در ایران بود.

### حادثهٔ مدرسهٔ فیضیه
روز دوم فروردین سال ۱۳۴۲، مصادف با ۲۵ شوال ۱۳۸۳ هجری قمری، سال مرگ جعفر صادق و مطابق معمول، مجالس بسیاری به همین مناسبت در قم برگزار شده بود. منزل خمینی در محلهٔ «یخچال قاضی» نیز مملو از عزاداران بود، شماری از مأموران مخفی با لباس شخصی نیز در جمعیت درصدد راه‌اندازی اغتشاش و هیاهو در مجلس بودند. خمینی، متوجه حضور مشکوک آن‌ها شد؛ و از طریق یکی از روحانیان هشدار داد، که برای سخنرانی در حرم فاطمهٔ معصومه حاضر خواهد شد. این کار موجب دفع اهداف اغتشاش‌گرانهٔ مأموران شد.
عصر همان روز به‌دعوت سید محمدرضا گلپایگانی، مجلسی در مدرسهٔ فیضیه برگزار شد. مأموران مذکور در اواسط سخنرانی، وارد شدند و طلاب را مورد حمله قرار دادند. زد و خورد بین طلاب و مأموران مخفی شدت گرفت. در این هنگام، نیروهای مسلح وارد درگیری شدند و گروه بسیاری از طلاب را زخمی و مجروح کردند.
در زمان حمله به فیضیه، خمینی برای حضور در مدرسه به راه افتاد، اما حاضران او را از این تصمیم منصرف کردند. خمینی همان‌جا در یک سخنرانی از شخص شاه به‌عنوان عامل اصلی جنایت و هم‌پیمان با آمریکا و اسرائیل یاد می‌کند و از سکوت علمای قم و نجف و دیگر کشورهای اسلامی گلایه می‌کند و می‌گوید: «امروز سکوت، همراهی با دستگاه جبار است.» روز سیزده فروردین، خمینی بیانیه‌ای را با عنوان «شاه‌دوستی یعنی غارتگری» منتشر کرد که در تاریخ انقلاب جایگاه ویژه‌ای دارد. در این اعلامیه، او به محاکمهٔ حکومت شاه پرداخت و «تقیه» را در آن شرایط حرام دانست.
پس از این وقایع، شاه خدمت نظام وظیفه را برای طلاب جوان الزامی‌کرد. این کار، یعنی برتن کردن لباس نظامی و خدمت زیر پرچم شاهنشاهی برای طلاب مخالف بسیار دشوار و سخت بود. اما، خمینی پیکی به سربازخانه‌ها فرستاد و از طلاب درخواست کرد که «تزلزل به خود راه ندهند» و «از این فرصت برای تقویت جسم و روح خود استفاده کنند.» خمینی در چهلم حادثهٔ فیضیه، دولت آن زمان را محکوم کرد که به‌فرمان آمریکا و اسرائیل، خواهان از ریشه‌برکندن اسلام است و خود را مصمم به مبارزه با این امر نشان داد. و در پیامی اعلام کرد که در راه نیل به یکی از دو نیکویی، یعنی شهادت یا پیروزی، گام برمی‌دارد.

### سخنرانی روز عاشورا، دستگیری و تظاهرات ۱۵ خرداد

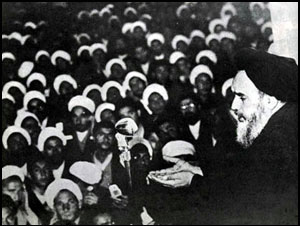
سخنرانی علیه شاه ۱۳ خرداد ۴۲: «اینها با اساس کار دارند، با اساس اسلام و روحانیت مخالفند، اینها نمی‌خواهند این اساس موجود باشد، اینها نمی‌خواهند صغیر و کبیر ما موجود باشد. اسرائیل نمی‌خواهد در این مملکت علماء اسلام باشند… ای جناب شاه، من به تو نصیحت می‌کنم، دست از این اعمال و رویه بردار، من میل ندارم که اگر روزی اربابها بخواهند، تو بروی مردم شکر گزاری کنند، من نمی‌خواهم تو مثل پدرت بشی.»

در فاصلهٔ میان حادثهٔ مدرسهٔ فیضیه و آغاز ماه محرم، یعنی ۲ فروردین تا ۴ خرداد ۱۳۴۲، مبارزات خمینی در قالب صدور اعلامیه‌های متعدد بود. اما با آغاز ماه محرم، اعتراضات رفته‌رفته به یک قیام تبدیل شد. سخنرانی خمینی در روز ۱۳ خرداد مصادف با روز عاشورا، نقطه عطف مخالفت علنی وی با حکومت پهلوی بود و به انتقاد شدید از شاه، آمریکا و صهیونیسم پرداخت. در پی آن، برخی احزاب نظیر نهضت آزادی از آن حمایت کردند.
ساعت ۳ بامداد ۱۵ خرداد، چند مأمور در تاریکی شب و پس از محاصرهٔ بیت خمینی، به درون خانه ریختند و او را دستگیر کرده و ابتدا به بازداشتگاه باشگاه افسران و س‍پس غروب روز بعد، به زندان قصر واقع در تهران بردند. بعد از انتقال خمینی به تهران، خبر دستگیری او ابتدا در قم و سپس در شهرهای دیگر به سرعت پیچید و واکنش‌هایی را به‌دنبال داشت. مردم در تهران، قم، شیراز، مشهد و ورامین به خیابان‌ها ریختند و شعارهایی نظیر «یا مرگ یا خمینی» سردادند. این قیام‌ها توسط نیروهای امنیتی سرکوب شد. تظاهرات تا دو روز بعد از ۱۵ خرداد نیز ادامه یافت و ۳۲ نفر در این تظاهرات کشته شدند. قیام ۱۵ خرداد یکی از مهم‌ترین حوادث سال‌های منتهی به انقلاب اسلامی محسوب می‌شد و موجب شد که بسیاری از علما سکوت خود را بشکنند و به نهضت خمینی بپیوندند.
این‌طور به نظر می‌رسید که حکومت تصمیم داشت خمینی را پس از محاکمه اعدام کند. تا این‌که اعلامیه‌ای به امضای علما و مراجع و به ابتکار حسینعلی منتظری و امضای مهاجرین تهیه و منتشر شده‌بود، به‌صراحت مرجعیت خمینی را تأیید کرده و بعد از بیان شمول قانون مراجع و مصونیت خمینی از حکم اعدام، خواهان آزادی او شده بود.
علی‌اکبر معین‌فر در مصاحبه‌ای با ابراهیم نبوی اظهار داشته که پیشنهاد معرفی خمینی به‌عنوان مرجع از مظفر بقائی بوده و وی از نورایی که از دوستان مشترک او و بقائی بوده شنیده که مرجع اعلام کردن خمینی توسط مراجع دیگر نه با ابتکار آنان، بلکه به‌واسطهٔ پیشنهادی بوده که بقائی به ایشان داده تا بدین‌وسیله از اعدام خمینی جلوگیری کند.
در ۱۱ مرداد، خمینی را از زندان به حبس خانگی منتقل کردند. هرچند در برخی رسانه‌ها از سازش وی با حکومت سخن گفته شد، اما او در دیدارهایی که داشت بر تداوم مبارزه تأکید می‌کرد. حکومت پهلوی بر این باور بود، که با سرکوب و دستگیری جمع زیادی از معترضان، توانسته است اعتراضات را مهار کند. سرانجام در ۱۶ فروردین سال ۱۳۴۳، خمینی آزاد و به قم بازگردانده شد.
پس از آزادی نیز خمینی دست از سخنرانی علیه شاه و اسرائیل برنداشت و از فروردین ماه به افشاگری در خصوص رابطهٔ شاه با اسرائیل پرداخت. در تیرماه ۱۳۴۳، سیدمحمود طالقانی و مهدی بازرگان، سران نهضت آزادی، به جرم حمایت از خمینی دستگیر و زندانی شدند.

### مبارزه با کاپیتولاسیون
۲۵ دی ۱۳۴۲ برابر با ۱۵ ژانویهٔ ۱۹۶۴ دولت اسدالله علم، لایحهٔ اجازهٔ استفاده مستشاران آمریکایی در ایران از مصونیت‌ها و معافیت‌های قرارداد وین را به مجلس سنا برد. طبق این طرح، ایران همانند ۳۸ کشور دیگر در دنیا به مستشاران نظامی آمریکا اجازه می‌داد که همچون دیپلمات‌ها و کارمندان اداری و فنی سفارتخانه‌ها از مصونیت‌ها و معافیت‌های مندرج در کنوانسیون وین برخوردار باشند. در ۳ مرداد ۱۳۴۳ مجلس سنا این قانون اجازهٔ استفادهٔ مستشاران آمریکایی از قرارداد وین دربارهٔ روابط سیاسی را تصویب کرد و به مجلس شورای ملی فرستاد. در ۲۱ مهر ۱۳۴۳ این قانون با ۷۴ بلی و ۶۱ نه به تصویب مجلس شورای ملی رسید. مجلهٔ داخلی مجلس شورا، پس از گذشت چند روز از تصویب لایحه به دست خمینی رسید و او متن کامل سخنرانی‌ها و گفتگوهایی که میان نمایندگان مجلس و رئیس دولت ردوبدل شده‌بود را مطالعه کرد.
خمینی تصمیم گرفت در ۴ آبان ۴۳، که آن سال که مصادف با زادروز محمدرضا شاه و سال‌زاد فاطمه دختر محمد نیز بود، برای مردم سخنرانی کرده و دربارهٔ لایحهٔ کاپیتولاسیون با آن‌ها صحبت کند. شاه نماینده‌ای را به قم فرستاد و خمینی را تهدید کرد که علیه شاه، آمریکا و اسرائیل سخن نگوید. اما خمینی بی‌اعتنا به تهدید شاه، سخنرانی‌اش را با آیه استرجاع آغاز کرد و سخنرانی انتقادی شدیدی را ایراد کرد. دیگر علما نیز، با لحنی آرام‌تر علیه کاپیتولاسیون سخنرانی کردند.

خمینی در سخنرانی گفت: 
… عزت ما پایکوب شد، عظمت ایران از بین رفت، عظمت ارتش ایران را پایکوب کردند. قانونی را به مجلس بردند که در آن ما را ملحق کردند به پیمان وین… که تمام مستشاران نظامی آمریکا با خانواده‌هایشان، با کارمندهای فنی‌شان با کارمندان اداری‌شان، با خدمه‌شان… از هر جنایتی که در ایران بکنند، مصون هستند. ملت ایران را از سگ‌های آمریکا پست‌تر کردند… آقا من اعلام خطر می‌کنم، ای ارتش ایران من اعلام خطر می‌کنم، ای سیاسیون ایران من اعلام خطر می‌کنم… والله گناهکار است کسی که فریاد نکند. ای سران اسلام به داد اسلام برسید. ای علمای نجف به داد اسلام برسید. ای علمای قم به داد اسلام برسید…
شاه این‌بار تصمیم گرفت خمینی را به خارج از کشور تبعید کند. سحرگاه روز سیزده آبان گروهی مأمور اعزامی از تهران وی را دستگیر و مستقیماً راهی فرودگاه مهرآباد کردند. او در آن‌جا با یک فروند هواپیمای نظامی، به آنکارا انتقال داده‌شد. پس از تبعید خمینی موجی از اعتراض‌ها در قالب تظاهرات در تهران، تعطیلی طولانی‌مدت درس حوزه‌ها و ارسال طومارها و نامه‌ها به سازمان‌های بین‌المللی و مراجع تقلید به راه افتاد.

### فعالیت در سال‌های تبعید
خمینی را ابتدا به آنکارا بردند و یک روز در هتل بولوار پالاس و هفت روز در ساختمانی محصور نگه داشتند. سپس به شهر بورسا منتقل کردند. پسر وی، سید مصطفی، نیز در همان روز ۱۳ آبان دستگیر شد و دو ماه بعد به بورسا منتقل شد. وی در ترکیه تحت مراقبت شدید مأموران امنیتی بود. ضمن آنکه، به جهت قوانین این کشور، حق پوشیدن لباس روحانیت در ملأ عام را نیز نداشت. وی در این مدت به امور فرهنگی، رسیدگی به امور مسلمانان، تألیف کتب و پیگیری اوضاع حوزه می‌پرداخت. مراجع تقلید نظیر سید محسن حکیم، میلانی، مرعشی نجفی و خویی به این وضع اعتراض کردند و حتی حزب ملل اسلامی دست به مبارزهٔ مسلحانه زد. این اعتراضات و هجوم رسانه‌های جهانی سبب شد، پس از یک سال، در تاریخ ۱۳ مهر ۱۳۴۴، وی به نجف منتقل شود.
خمینی در نجف برای مدت چهارده سال به تدریس پرداخت و به‌آرامی نیروهایش را ساماندهی می‌کرد. سلسله سخنرانی‌هایی که او در پایان دههٔ شصت میلادی انجام داد را می‌توان مبانی جمهوری اسلامی دانست. وی از آبان ۱۳۴۴ در مسجد مرتضی انصاری به تدریس خارج فقه پرداخت و طی آن به ارائهٔ دروس حکومت اسلامی پرداخت. در سال ۱۳۴۵، در ایران طرح سربازی اجباری طلاب و قرار گرفتن امتحانات حوزه ذیل وزارت آموزش و پرورش مطرح شد، که نگرانی‌هایی را برانگیخت. خمینی در ۲۷ فروردین سال ۱۳۴۶، نخستین اعلامیهٔ خود را در نجف خطاب به حوزویان ایران صادر کرد و از آن‌ها خواست به مبارزه ادامه دهند و در برابر این طرح‌ها شکیبایی ورزند. در پی بروز جنگ شش‌روزهٔ اعراب و اسرائیل در خرداد ۱۳۴۶، خمینی فتوای تحریم هرگونه رابطهٔ سیاسی و تجاری میان دول اسلامی و اسرائیل و تجریم خرید کالاهای اسرائیلی را صادر کرد. همچنین، برای پرداخت زکات و صدقات به چریک‌های فلسطینی اجازه داد. در جنگ یوم کیپور نیز از مردم ایران و دیگر مسلمانان خواست که برای جبههٔ مسلمانان دارو، اسلحه و آذوقه بفرستند.
در سال تیر ۱۳۴۷ با وقوع کودتا توسط حسن البکر، حزب بعث در عراق به قدرت رسید و رابطه میان دو کشور ایران و عراق تیره شد. در فروردین ۱۳۴۸، در پی الغای پیمان مربوط به مرز اروندرود از سوی محمدرضاشاه، حکومت عراق سیاست‌های سخت‌گیرانه‌ای را علیه ایرانی‌تباران مقیم عراق اتخاذ کرد و به اخراج ایرانیان از جمله طلاب (معاودین) مبادرت ورزید. حزب بعث در پی بهره‌برداری از دشمنی خمینی با حکومت پهلوی بود، اما وی همکاری با حکومت عراق را نپذیرفت و از ایرانیان مقیم عراق حمایت کرد و از اخراج آن‌ها انتقاد کرد.
در ایران به‌تدریج شخصیت‌ها و چهره‌های بسیاری در کنار احزاب و گروه‌های مختلف، تبعیت خود را نسبت به خمینی اعلام می‌کردند. مدتی بعد از تبعید او، گروهی به نام هیئت موتلفهٔ اسلامی شکل گرفت که هستهٔ اصلی آن در تهران بود. در اوایل دههٔ پنجاه شمسی، خمینی توانست حامیانی در میان روشنفکران مذهبی بیابد. جلال آل احمد و علی شریعتی از مهم‌ترین افرادی بودند که با نوشته‌ها و سخنرانی‌هایشان زمینه را برای پذیرش داخلی خمینی به‌عنوان رهبر جنبش دمکراتیک ضد شاه هموار کردند. در پی کشته شدن روحانی مبارز، سید محمدرضا سعیدی در زندان شاه، خمینی در ۲۰ تیر ۱۳۴۹ اطلاعیه‌ای را صادر کرد و نسبت به عقد قرارداد بین حکومت ایران و سرمایه‌داران آمریکایی و دیگر کشورهای استعماری هشدار داد. در تیر سال ۱۳۵۰، علیه هزینه‌های گزاف برگزاری جشن‌های ۲۵۰۰ ساله شاهنشاهی ایران اعلامیه داد و حضور در آن را تحریم کرد. همچنین، علیه انحلال احزاب سیاسی و تشکیل حزب رستاخیز موضع‌گیری کرد و حضور در آن را حرام دانست. این موضع‌گیری‌ها در بین دانشجویان ایرانی خارج از کشور مقبولیت یافت. در دههٔ ۱۳۵۰ ارتباط خمینی با دانشجویان ایرانی در اروپا و آمریکا گسترش یافت. سید صادق طباطبایی و ابراهیم یزدی واسطهٔ انتقال پیام‌ها و اطلاعیه‌های وی برای اتحادیه انجمن‌های اسلامی دانشجویان در اروپا و آمریکا بودند.
در پی تشدید اختلاف میان دولت ایران و عراق و افزایش فشار بر ایرانیان، خمینی طی تلگرافی به حسن البکر اعتراض کرد و درخواست خروج از این کشور را داد، اما حکومت عراق اجازه خروج نداد. با انعقاد پیمان الجزایر میان شاه و صدام حسین و کاهش اختلاف میان دو دولت، فشارها بر خمینی تشدید شد.
روحانیون مخالف شاه توسط خمینی از عراق رهبری می‌شدند و شبکه‌ای مخفی و غیررسمی در کشور داشتند. چهره‌های شاخص این گروه عبارت بودند از: حسینعلی منتظری، مدرس برجسته فقه اسلامی در قم، که به عنوان مخالف آشتی‌ناپذیر رژیم، سه بار به زندان افتاد؛ سید محمد بهشتی هوشیارترین عضو سیاسی گروه؛ مرتضی مطهری متفکر و نظریه‌پرداز عمده گروه؛ و دو روحانی جوان‌تر سازمان دهنده گروه به نام‌های اکبر هاشمی رفسنجانی و علی خامنه‌ای. خمینی که از سال ۱۳۴۲، در نجف می‌زیست، به تدریج تعبیر خود از اسلام شیعه را گسترش داد. او چارچوب نظریه سیاسی خود را در سخنرانی‌هایش، در اواخر دهه ۱۳۴۰، تدوین و تنظیم کرد و سپس آن را با عنوان «ولایت فقیه: حکومت اسلامی» بدون ذکر نام مؤلف، منتشر کرد. دروس ولایت فقیه در میان روحانیون مبارز در ایران اشاعه یافت و شور مبارزه را زنده نگه داشت. در سال ۱۳۵۴، پیروان خمینی در سالگرد ۱۵ خرداد، به مدت سه روز در مدرسه فیضیه شعار «درود بر خمینی، مرگ بر سلسله پهلوی» را سر دادند. در مقابل، حکومت به مدرسه فیضیه یورش برد و معترضان را سرکوب و مدرسه را تعطیل کرد. در پی آن، خمینی طی اطلاعیه‌ای ضمن تقبیح سرکوب طلاب که به کشته شدن چند تن انجامیده بود، پیروزی را نوید داد.
در سال ۱۳۵۶، خمینی با هوشمندی از سیاست فضای باز سیاسی حکومت پهلوی استفاده کرد و در اطلاعیه‌ای همه افراد وطنخواه و دانشجویان را به بهره‌گیری از آن برای مبارزه با حکومت پهلوی دعوت کرد. مرگ سیدمصطفی، پسر بزرگ وی، در ۱ آبان ۱۳۵۶ موجب تشکیل مجالس ترحیم در نجف و ایران شد و بار دیگر نام خمینی را در میان عموم مردم بر سر زبان‌ها انداخت. بازار و کلاس‌های حوزه به مدت دو روز تعطیل شد. به‌خصوص، مردم در مجلس ختم در مسجد اعظم قم شعار «درود بر خمینی» سر دادند. برخی چون حامد الگار و هنری مانسون کشته شدن مصطفی خمینی را شروع زنجیره اتفاقاتی می‌دانند که منجر به انقلاب ایران شد.
در تاریخ ۱۷ دی، روزنامه اطلاعات در مقاله‌ای مقاله نیشداری ضد روحانیت مخالف نوشت. آنان را «ارتجاع سیاه» نامید و به همکاری پنهان با کمونیسم بین‌الملل برای محو دستاوردهای انقلاب سفید متهم ساخت. همچنین خمینی را به بیگانه بودن و جاسوسی برای بریتانیا در دوران جوانی متهم کرد و او را بی‌بندوبار و نویسنده اشعار شهوت‌انگیز صوفیانه نامید. هرچند، خمینی پاسخی به این مقاله نداد، ولی این مقاله شهر قم را به خشم آورد. حوزه‌های علمیه و بازار تعطیل و خواستار عذرخواهی علنی حکومت شدند. حدود ۴۰۰۰ نفر از طلاب و هواداران آنان در روز ۱۹ ماه دی در تظاهرات به سردادن شعار پرداخته و با پلیس درگیر شدند. در این درگیری‌ها بنا به اعلام حکومت دوتن و به گفته مخالفان هفتاد تن کشته و بیش از پانصد نفر زخمی شدند. روز بعد خمینی خواستار تظاهرات بیشتر شد و به شهر قم و آنان که «روحانیت مترقی» نامید، به خاطر ایستادگی در برابر حکومت تبریک گفت و شاه را به همکاری با آمریکا برای نابودی ایران متهم کرد. در پی آن تظاهرات پی در پی در شهرهای دیگر کشور ادامه یافت. در آستانه ماه رمضان، خمینی مساجد و منابر را به مبارزه با حکومت پهلوی فراخواند.
به نوشته یرواند آبراهامیان، خمینی در سخنرانی‌های خود برای طلاب، از حکومت روحانیون حمایت می‌کرد، اما در اعلامیه‌های عمومی بحث روشنی از این‌گونه حکومت به میان نمی‌آورد و از کاربرد ولایت فقیه خودداری می‌کرد. در عوض، او استراتژی سال ۱۳۴۲، یعنی حمله به نقطه‌ضعف‌های اصلی رژیم را ادامه می‌داد. شاه را به خاطر فروش کشور به امپریالیست‌ها و کمک به اسرائیل؛ نقض مشروطیت و زیر پا نهادن قانون اساسی مشروطه؛ حمایت از ثروتمندان و استثمار فقرا؛ نابودی فرهنگ ملی؛ تشویق و اشاعه فساد و هدر دادن منابع باارزش کشور در قصرها؛ خرید تسلیحات؛ نابودی کشاورزی و در نتیجه وابسته ساختن هرچه بیشتر ایران به غرب، مورد انتقاد قرار می‌داد. او ضمن مقایسه شاه با یزید، مؤمنان را به سرنگونی رژیم پهلوی و بیرون راندن امپریالیستها، فرامی‌خواند. خمینی می‌کوشید تا بیشتر گروه‌های مخالف را با خود همراه کند، برای مثال هنگام اعتراض مطهری به سخنرانی‌های «ضد روحانی» شریعتی در حسینیه ارشاد، سکوت کرد و حتی بدون نام بردن از شریعتی، به استفاده از شعارها و عباراتی که سخنرانان حسینیه ارشاد رواج داده بودند (مثل «مستضعفین»، «زباله‌دان تاریخ» و «دین افیون توده‌ها نیست»)، ادامه داد. بسیاری از جوانان متفکر، با شنیدن این عبارات ولی غافل از سخنرانی‌های او در نجف، بی‌درنگ نتیجه گرفتند که خمینی با تفسیر شریعتی از اسلام انقلابی موافق است. در اواخر سال ۵۷ و هنگام نابودی حکومت پهلوی، محبوبیت خمینی در بین طرفداران شریعتی آنچنان بود که آنان - نه روحانیون - لقب «امام» را رواج دادند. بدین سان، خمینی با تبلیغ پیام مبهم اما دلخواه توده‌ها، طیف گسترده‌ای از نیروهای اجتماعی و همچنین سازمان‌های سیاسی مذهبی و سکولار را با خود همراه کرد. نیکی کدی می‌گوید در سال‌های ۱۳۵۶–۵۷ و در دوران انقلاب، در مصاحبه‌هایی متعددی که خمینی با رسانه‌ها داشت بارها اعلام داشت که نه او و نه هیچ از یک علما قدرت را در دست نخواهند داشت. همچنین هیچگاه در این دوران و اوایل پیروزی انقلاب اشاره‌ای به ولایت فقیه نکرد.

## خمینی و انقلاب ۱۳۵۷

### رهبری انقلاب ایران
دوران اقامت او در نجف بعد از اعتراضاتی که به‌دنبال چاپ مقاله‌ای در روزنامه اطلاعات علیه او پایان یافت. به نوشته عباس میلانی، در آن زمان صدام حسین تصمیم گرفت که خمینی را از عراق اخراج کند. خمینی پس از اخراج از عراق به فرانسه رفت. اما، به نوشته حاج‌منوچهری در دائرةالمعارف بزرگ اسلامی، به علت تشدید فشارهای حکومت بعث عراق، خمینی، خود، تصمیم به ترک عراق گرفت. در ۹ مهر ۱۳۵۷، حکومت پهلوی اعلام کرد که همه ایرانیان خارج از کشور می‌توانند بازگردند، که لغو تلویحی حکم تبعید خمینی به‌شمار می‌رفت. با این حال، خمینی کوشید به کویت برود. اما، کویت اجازه ورود نداد و خمینی به‌ناچار و بنا بر پیشنهاد فرزندش، سید احمد خمینی، راهی پاریس شد و در ۱۴ مهر به این شهر رسید.
در فرانسه، خمینی برای آنکه استقلال خود را از گروه‌های سیاسی ایرانی نشان دهد، در یک منزل اجاره‌ای در دهکده نوفل لو شاتو، در حومه پاریس، مستقر شد. با آنکه دولت فرانسه وی را از فعالیت سیاسی منع کرده بود، دانشجویان ایرانی مقیم اروپا دسته دسته به ملاقات وی می‌رفتند. اعلامیه‌های سیاسی وی نیز به سرعت از پاریس به تهران می‌رسید. شخصیت‌های ملی‌گرا، از جمله مهدی بازرگان و کریم سنجابی در پاریس به دیدار وی رفتند، تا مواضعشان را با وی یکسان کنند و عملاً رهبری وی را پذیرفتند. همچنین، یاران روحانی وی نظیر مرتضی مطهری و سید محمد بهشتی، به دیدارش شتافتند. در همین زمان، خمینی از بازرگان و مطهری خواست تا نسبت به تشکیل شورای انقلاب اقدام کنند. در ایران، اعتصاب سراسری به درخواست خمینی حکومت را دچار بحران کرد و به‌خصوص، اعتصاب در سازمان صدا و سیما، صنعت نفت ایران، بانکها، مخابرات و حتی نخست‌وزیری امور حکومت را مختل کرد. در پی راهپیمایی‌های محرم در آذر سال ۱۳۵۷، جایگاه خمینی به عنوان رهبر انقلاب رسماً تثبیت شد.
تبعید خمینی به فرانسه با نظر مساعد شاه انجام شد. شاه چنین می‌پنداشت که ژورنالیسم شفاف غرب به روشن شدن مواضع خمینی و به حاشیه رانده شدن او منجر می‌شود. به نوشته عباس میلانی محاسبات شاه در این مورد اشتباه از کار درآمد. خمینی در پاریس ردای یک لیبرال پوشید. او اعلام کرد که در بازگشت به ایران به قم خواهد رفت و نقشی در قدرت نخواهد داشت. او اعلام کرد که تنها قصد دارد در قم در کسوت یک روحانی به امور معنوی مقلدان خود بپردازد. در آن زمان کتاب‌های خمینی برای دو دهه در ایران ممنوع بود و به همین دلیل هم برای مردم مشکل بود که ایدئولوژی واقعی خمینی را درک کنند. در دوران اولیه مبارزه، خمینی هیچ تلاشی برای پنهان کردن ایده‌های خلاف دمکراسی خود نکرد. اما در چند ماه پیش از انقلاب خمینی کوچک‌ترین اشاره‌ای به مواضع مخالف پیشین خود در قبال اصلاح اراضی، حق رأی زنان و ولایت فقیه نکرد. با وجود توصیه مشاورانش، خمینی در پاریس از هرگونه مصالحه با شاه خودداری کرد و جز به سقوط شاه رضایت نداد. این امر در کوتاه زمانی صورت پذیرفت. بعد از رفتن شاه، خمینی مانند چهره‌ای قهرمان به ایران بازگشت. چند روز بعد و در زمانی که ارتش شاه اعلام بی‌طرفی کرد او به این هدف خود دست یافت.

### تأسیس جمهوری اسلامی و رخدادهای سال‌های آغازین پس از پیروزی انقلاب

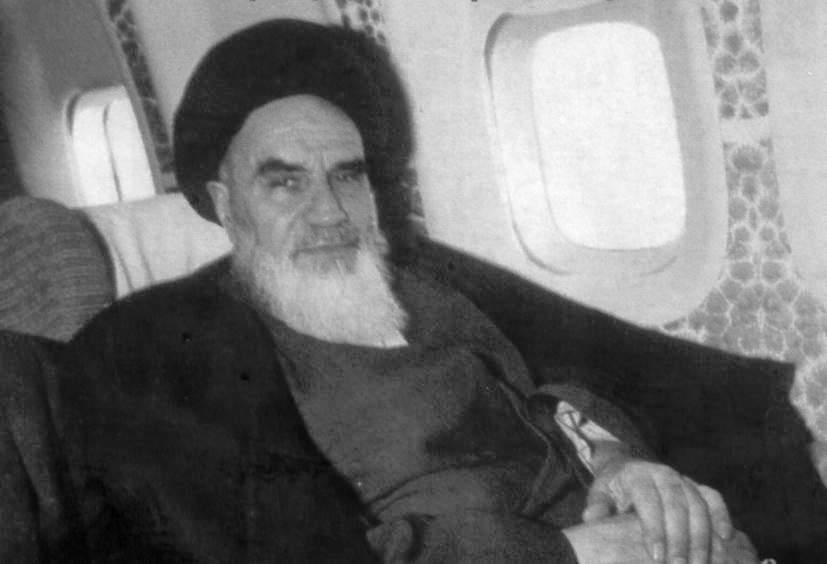
خمینی در حال بازگشت به ایران در ۱۲ بهمن ۱۳۵۷. او در پاسخ به سؤال «چه احساسی دارید؟» گفت: «هیچ».

محمدرضا شاه در ۲۶ دی ماه ۱۳۵۷، تحت عنوان معالجات پزشکی کشور را ترک کرد. سرانجام، خمینی پس از ۱۴ سال تبعید و ۴ ماه اقامت در فرانسه در ۱۲ بهمن ۱۳۵۷ از فرانسه به ایران بازگشت. جمعیت انبوهی به استقبال وی آمدند. خمینی سپس به بهشت زهرا رفت و سخنرانی معروفی را علیه حکومت پهلوی و دولت بختیار ایراد کرد. در سال ۲۰۱۵ مأمور سابق موساد گفت پیش از بازگشت خمینی، شاپور بختیار طرح ترورش را به اسرائیل پیشنهاد کرد، اما موساد نپذیرفت.

«من دولت تعیین می‌کنم، من تو دهن این دولت می‌زنم، من دولت تعیین می‌کنم، من به پشتیبانی این ملت دولت تعیین می‌کنم… دولت غیرقانونی باید برود، تو [بختیار] غیرقانونی هستی، دولتی که ما می گوئیم، دولتی است که متکی به آرای ملت است، متکی به حکم خداست، تو باید یا خدا را انکار کنی یا ملت را.»

—سخنرانی خمینی در ۱۲ بهمن در بهشت زهرا
خمینی چند روز بعد، بازرگان را مسئول تشکیل دولت موقت با شرط در نظر نگرفتن روابط حزبی کرد. در حکمی که خمینی برای بازرگان صادر کرد، دولت وی را مسئول برگزاری رفراندوم تغییر نظام به جمهوری اسلامی، تشکیل مجلس مؤسسان برای تدوین قانون اساسی جدید و برگزاری انتخابات مجلس نمایندگان کرد. همزمان، استعفای برخی مقامات، نمایندگان، مدیران و ارتشیان، دولت بختیار را تحت فشار قرار داد. در ۲۱ بهمن، فرماندار نظامی تهران ساعت حکومت نظامی را از ۱۲ تا ۱۶ تعیین کرد، که گویا هدف آن دستگیری سران انقلاب بود. اما خمینی، از مردم درخواست کرد که بی‌توجه به حکومت نظامی به خیابان‌ها بیایند. در این روز با حمله گارد شاهنشاهی به پادگان نیروی هوایی، جنگ خیابانی آغاز شد. ارتش و کلانتری‌ها اعلام بی‌طرفی کردند. سرانجام، بختیار در ۲۲ بهمن استعفا داد و نهادهای اصلی حکومت شامل ارتش، ژاندارمری، پلیس، صدا و سیما، نخست‌وزیری و مجلس به تصرف مردم درآمد و انقلاب به پیروزی رسید.
آنچه به خمینی کمک کرد بتواند رهبری انقلاب را به دست بگیرد، این بود که او اولاً، توانست روحانیت شیعه را که معمولاً جناح گرا و فردگرا هستند را ماهرانه در حمایت از خود متحد کند. ثانیاً، خمینی توانست گروه‌های سیاسی مختلف با اهداف مختلف را با هدف حذف شاه متحد کند. ثالثاً، خمینی توانست با تعبیر مبارزه خود علیه شاه در قالب شعارهای آسمانی، توده‌های مردم به‌خصوص طبقات پایین را جذب کند. انقلاب بدین ترتیب تبدیل به بازسازی واقعه کربلا و جنگ بین حق و باطل شد، که در آن حامیان و مخالفان انقلاب نقش‌های حسین و یزید را تداعی می‌کردند. شخصیت خمینی در تبعید، شخصیت مهدی را تداعی می‌کرد که از طریق نوابش به پیروان خود پیام می‌فرستد.
پس از انقلاب، در ۱۲ فروردین همه‌پرسی نظام جمهوری اسلامی در ایران برای تعیین نوع حکومت برگزار گردید. این رفراندم اولین مورد رویارویی بین خمینی و سایر نیروهای انقلابی بود. چهره‌های لیبرال‌تر روحانیون مانند طالقانی و شریعتمداری به همراه گروه‌هایی مانند جبهه ملی و بازرگان موافق وجود چندین گزینه انتخابی برای رفراندم بودند. اما سرانجام به فرمان خمینی، مردم تنها می‌توانستند بین گزینه جمهوری اسلامی در مقابل نظام سلطنتی انتخاب کنند.
پس از انقلاب، با نظر خمینی احکام شریعت اسلامی نظیر اجرای قصاص، حدود شرعی و حجاب اسلامی زنان اجرا شد. همچنین، وی فرمان انقلاب فرهنگی را جهت تصفیه دانشگاه‌ها از به گفته وی «استادان و دانشجویان ضدانقلاب» صادر کرد، که در پی آن دانشجویان و استادان چپ، لیبرال و بهایی اخراج شدند. دوران حکمرانی او همراه بود با درگیری مسلحانه در کشور و حمله عراق به ایران، که نهایتاً به افزایش قدرت طرفدارانش با پیروزی حزب جمهوری اسلامی در انتخابات مجلس اول و ریاست جمهوری دوم، حذف معمولاً خشونت‌آمیز گروه‌های مخالف به‌رغم مقاومتشان و افزایش اعمال کنترل ایدئولوژیکی و رفتاری بر مردم انجامید. به‌گفتهٔ خامنه‌ای خمینی مخالفان نظام را اعدام می‌کرد، صادق خلخالی صدها نفر از مسئولان نظام سابق و هزاران نفر دگراندیش را از جمله در کردستان اعدام یا تیرباران کرد که شامل سرکوب بسیاری از متحدان پیشین خودش نیز شد. بیش از ۳٬۰۰۰ نفر از زندانیان سیاسی تابستان ۱۳۶۷ به حکم حکومتی او اعدام شدند.

خمینی، بازرگان و بنی‌صدر

به نوشته موژان مؤمن، بعد از بازگشت به ایران هر کسی که حرفی متفاوت با خمینی می‌زد یا مخالفتی با او می‌کرد به مانند ناکثین با او برخورد می‌شد؛ یعنی کسانی مانند طلحه و زبیر یا عایشه که در زمان خلافت علی، بعد از بیعت با او، به مخالفت با علی پرداختند. اتهام معمول برای کسانی که در دادگاه‌های انقلاب دوران خمینی به اعدام محکوم می‌شدند «مفسد فی الارض» بود: اتهامی مبهم و غیرقابل تعریف از نظر کیفری با بار لغوی قرآنی بسیار سنگین.
پس از پیروزی انقلاب ۵۷ در ابتدا نقدهای بسیاری به خمینی می‌شد اما با گذشت زمان، فضای کشور روز به روز و به سرعت به سوی عدم امکان نقد خمینی پیش رفت. از این رو گروه‌های مختلف به شدت از طرف شخص خمینی و طرفدارانش طرد می‌شدند و یکی پس از دیگری از صحنهٔ سیاست حذف کردند. با آغاز گنجاندن نظریهٔ ولایت فقیه در قانون اساسی و این که رهبری در زمان غیبت امام زمان جانشین وی است، کم‌کم نقد خمینی به خط قرمز تبدیل شد و هیچکسی حق نقد به او را نداشت و این خط قرمز تا زمان مرگ وی در سال ۱۳۶۸ ادامه داشت.
روح‌الله خمینی و طرفدارانش به تدریج برخی از چهره‌های اصلی انقلاب را حکومت حذف کردند یا به حاشیه راندند. مانند مهدی بازرگان اولین نخست‌وزیر ایران پس از انقلاب، سید ابوالحسن بنی‌صدر اولین رئیس‌جمهور ایران، حسینعلی منتظری قائم مقام رهبری، محمدکاظم شریعتمداری مرجع تقلید شیعه، عباس امیرانتظام سخنگوی دولت موقت و صادق قطب زاده رئیس صدا و سیما. همچنین به مانند سایر انقلاب‌ها ائتلاف گروه‌ها و احزابی که در سرنگونی شاه مشارکت داشتند دیری نپایید. در دوران رهبری خمینی، گروه‌های مخالف حذف شدند که این حذف اغلب به صورت خشونت‌آمیز و با وجود مقاوت این گروه‌ها بود. از جمله این گروه‌ها می‌توان مجاهدین خلق، جبهه ملی، حزب توده، فدائیان خلق اکثریت و اقلیت، حزب پیکار و … را نام برد.
خمینی مهدی بازرگان را به سِمت نخست‌وزیر دولت موقت انتخاب کرده بود. اما در کنار این دولت رسمی کمیته‌های انقلاب اسلامی شکل گرفت که عملاً دولتی در سایه بود و دولت بازرگان کنترلی بر آن نداشت. پس از انقلاب اسلامی به فرمان خمینی، برای محاکمه مقامات نظام شاهنشاهی پهلوی، صادق خلخالی به عنوان حاکم شرع دادگاههای انقلاب منصوب شد. کمیته‌های انقلاب در هر شهری تشکیل شد. صدها نفر در اویل انقلاب اعدام شدند. این اعدام‌ها بعضی بخاطر جرایم ناچیز و حتی گاهی بدون محاکمه انجام می‌شد.

خمینی در سخنرانی ۱۸ خرداد ۱۳۶۰ در حسینیه جماران صراحتاً می‌گوید:
من تا اُنجایی که بتوانم، تا اُنجایی که اخلاق اسلامی اقتضا می‌کند که همهٔ اینها را به آرامش دعوت کنم، همهٔ گروه‌ها و گروهکها را به آرامش دعوت کنم، همهٔ افراد را به آرامش اِ دعوت کنم، عمل خواهم کرد، نصیحت خواهم کرد، نصیحت برادرانه خواهم کرد، نصیحت خاضعانه خواهم کرد، لکن این را باید همه بدانند اُن روزی که من احساس خطر برای جمهوری اسلامی بکنم، اُن روزی که من احساس خطر برای اسلام بکنم، اُن روز این‌طور نیست که بَز ما باز من بشینم نصیحت کنم؛ دست همه را قطع خواهم کرد.و
پس از بازرگان، ابوالحسن بنی‌صدر که از حلقه نزدیکان او در پاریس بود به ریاست جمهوری رسید. هر چند خمینی در ابتدا حامی بنی‌صدر بود به مرور حمایت خمینی به انتقاد خمینی از بنی‌صدر تبدیل شد و سرانجام بنی‌صدر از ریاست جمهوری خلع شد.
در فروردین سال ۱۳۶۰ در پی انقلاب فرهنگی ایران، به فرمان خمینی دانشگاه‌ها بسته شد و به دنبال آن کسانی که به ظن نظام، اسلامی نبودند یا سوابق راضی‌کننده‌ای در قبل از انقلاب نداشتند از دانشگاه‌ها اخراج شدند. همچنین دانشگاه‌ها از چپگرایان و بهاییها اعدام شدند. در همان زمان حجاب در ایران اجباری شد و سازمان حزب‌الله به هر زنی که در خیابان حجاب مناسب نداشت حمله می‌کرد.

تصویر خمینی روی اسکناس یکصد هزار ریالی چهار دهه پس از وقوع انقلاب اسلامی

روابط خمینی با روحانیان برجسته قم و مشهد در سال‌های ۶۱ و ۶۲ به تیرگی گرایید. علمای برجسته مشهد مانند شیرازی و قمی در بهار سال ۱۳۶۱ در سخنرانی‌های خود چندین مورد به رژیم انقلابی حمله کردند. همچنین روحانیانی مانند سید احمد زنجانی، بهاءالدین محلاتی و علی تهرانی به انتقاد از خمینی، جمهوری اسلامی و ایده ولایت فقیه پرداختند. در قم شریعتمداری و سید محمدرضا گلپایگانی علیه استیلای جمهوری اسلامی موضع گرفتند. هرچند سید شهاب‌الدین مرعشی نجفی سعی کرد موضعی خنثی بگیرد. با اعلام خمینی مبنی بر اینکه وجوهات اسلامی باید به امام جمعه‌های منتصب او پرداخت شود، ضربه اقتصادی سختی به مراجع مستقل خورد و آن‌ها دیگر نمی‌توانستند با جمع‌آوری وجوهات طلبه‌های دینی و کارهای خیریه خود را تأمین مالی نمایند.
با تمام این مخالفت‌ها در سطح روحانیان که بعضاً مانند شریعتمداری از نظر دینی برجسته‌تر از خمینی بودند و همچنین در میان انقلابیون منتقد، خمینی به دلایل چندی توانست خود را به عنوان رهبر حکومت اسلامی در ایران بقبولاند. امین سیکل این دلایل را نام می‌برد:
1. خمینی پیش از همه روحانیان هم دوره‌اش صحبت از تشکیل حکومت اسلامی در ایران کرده بود.[۱۹۷]
2. شخصیت اسرارآمیز خمینی: بیشتر مردم ایران او را به عنوان چهره‌ای مبارز علیه شاه می‌شناختند. اما به اندازه کافی در مورد او و افکارش نمی‌دانستند تا خمینی را به‌طور انتقادی مورد ارزیابی قرار دهند.[۱۹۸]
3. شخصیت کاریزماتیک خمینی که او را از سایرین متمایز می‌کرد.[۱۹۹]
4. نبود رهبری در سطح خمینی در میان مخالفان سکولار و مذهبی خمینی[۲۰۰]
5. فراست سیاسی خمینی و قدرت او در به حرکت درآوردن توده مردم.[۲۰۱]

در مارس ۱۹۸۰ خمینی قانون حمایت خانواده را لغو کرد و حجاب زنان را اجباری کرد. هر چند بعد از تظاهرات پرشمار زنان مخالف در اسفند ۵۷، خمینی موقتاً عقب‌نشینی کرد، اما در ماه ژوئیه پوشش اسلامی را در ادارات دولتی اجباری کرد و یک سال بعد نیز مجلس بقیهٔ زنان را موظف به این کار کرد.

## فتوای جهاد باکومله
خمینی در ۲۸ مرداد ۱۳۵۸ علیه مناطق کردنشین ایران فرمانی به نام «فتوای جهاد» اعلام کرد و صادق خلخالی را حاکم شرع دادگاه‌های انقلاب نمود که وی در همان روز اول حکم اعدام ۱۲ نفر را در پاوه صادر کرد. از این تاریخ به بعد پاسداران و نیروهای تحت امر خمینی از کرمانشاه شروع کرده و به سمت کردستان و سپس به سوی شهرهای جنوبی آذربایجان غربی پیشروی کرده و صدها نفر را تیرباران کردند.

## شروع جنگ ایران و عراق تا سال ۱۳۶۷
عراق در ۳۱ شهریور ۱۳۵۹ به ایران حمله کرد چرا که صدام حسین گمان می‌کرد که ایران در این زمان ضعیف و آسیب‌پذیر است و اقلیت عرب‌های خوزستان او را در جنگ یاری خواهند کرد. اما اشتباه محاسباتی صدام و جنگ باعث اتحاد ایرانیان و به غلیان درآمدن آمیزه‌ای از احساسات ملی و شیعی شد. جنگ ایران و عراق باعث تقویت بسیج و سپاه پاسداران و خمینی شد. در وضعیت اضطراری جنگ، طرفداران خمینی سرکوب داخلی را افزایش دادند و برای مثال روزنامه مجاهدین را تعطیل کردند. تا پاییز ۱۳۵۹ (۱۹۸۰) طرفداران خمینی کنترل تمام نهادهای حکومتی به جز ریاست جمهوری و چند وزارت کلیدی را در دست گرفته بودند. در این زمان خمینی دستور داد که مسئله گروگان‌گیری کارکنان سفارت آمریکا که به انزوای سیاسی ایران و تحریم‌های آمریکا انجامیده بود باید حل شود. مذاکرات پنهانی بین ایران و آمریکا انجام شد و توافقات حاصل شد. اما گروگان‌ها با تأخیر و کمی بعد از آنکه جیمی کارتر دفتر ریاست جمهوری را در ۲۰ ژانویه ترک کرد آزاد کردند. ایران موفق شد اراضی اشغالی را از عراق پس بگیرد و در تابستان ۱۳۶۱ با امید حمایت از شیعیان عراق، جنگ را به داخل خاک عراق کشانید. مهم‌ترین واقعه سیاست خارجی در نیمه دهه هشتاد میلادی، ماجرای ایران-کنترا بود.

### سال‌های پایانی
خمینی تا پایان عمر قاطعیت و تغییرناپذیری خود را حفظ کرد. او با پایان دادن به جنگ با صدام که به‌طور مداومی نارضایتی مردم را افزایش می‌داد مخالفت می‌کرد. تنها زمانی که ورق جنگ در سال آخر آن برگشت و نیروی‌های آمریکایی هواپیمای مسافربری ایران را سرنگون کردند خمینی به تعبیر خود «جام زهر را نوشید» و آتش‌بس را پذیرفت. در این زمان دیگر آرزوی وی برای سرنگونی صدام دست نیافتنی بود. هرچند خمینی در ابتدا قطع نامه ۵۹۸ شورای امنیت سازمان ملل متحد مبنی بر آتش‌بس بین ایران و عراق را رد کرده بود، در اواسط تیر ماه سال ۱۳۶۷ که علی اکبر رفسنجانی که به تازگی جای علی خامنه‌ای را به عنوان فرمانده جنگ گرفته بود خمینی را راضی کرد که امیدی به ادامه این جنگ نیست و خمینی سرانجام با پذیرش قطع نامه موافقت کرد.
در اولین روز سال ۱۹۸۹ میلادی (۱۱ دی ۱۳۶۷) نامه سید روح‌الله خمینی به گورباچف را عبدالله جوادی آملی، محمدجواد لاریجانی و مرضیه حدیدچی دباغ به نمایندگی از سوی خمینی، به میخائیل گورباچف آخرین دبیرکل حزب کمونیست شوروی تسلیم کردند. رهبر ایران در این نامه نسبت به مرگ کمونیسم هشدار داد. مدتی بعد برنامه‌ای تلویزیونی پخش شد که در آن از زنی پرسیده شد الگویتان چه کسی است و «آیا حضرت زهرا الگوی شماست؟» او در جواب گفت: «نه، حضرت زهرا خیلی خوب هستند. ما نمی‌توانیم مثل ایشان باشیم. الگوی من اوشین [در سال‌های دور از خانه] است… ما یک الگوی امروزی می‌خواهیم!» خمینی فردای آن روز در نامه‌ای به محمد هاشمی، رئیس وقت صدا و سیما دستور داد: «فردی که این مطلب را پخش کرده است تعزیر و اخراج می‌گردد و دست‌اندرکاران آن تعزیر خواهند شد. در صورتی که ثابت شود قصد توهین در کار بوده است، بلاشک فرد توهین کننده محکوم به اعدام است.» چند تن از کارکنان صدا و سیما همان روز بازداشت شدند اما هاشمی در ملاقاتی با خمینی دستور عفو متهمان را از او گرفت و آن‌ها آزاد شدند.
در سال ۱۳۶۷ و ۱۳۶۸ خمینی که پایان حیاتش نزدیک به نظر می‌رسید، اقدامات متعددی برای ضعیف کردن مخالفان احتمالی و قدرت دولت و طرفدارانش انجام داد. در ژانویه ۱۹۸۸ و در پی اختلافات مداوم مجلس شورای اسلامی و شورای نگهبان، خمینی دستور تشکیل مجمع تشخیص مصلحت را صادر کرد. به دنبال اعتراضات حسینعلی منتظری و اختلافات پیش آمده، در ماه فروردین ۱۳۶۸ خمینی دستور تشکیل مجلس خبرگان را صادر کرد و از آن‌ها خواست که با منتظری مذاکره کنند و عملاً به منتظری اعلام کردند که استعفایش مورد قبول واقع گرفته است. در آوریل سال ۱۹۸۹ خمینی، خامنه‌ای را مأمور به سرپرستی هیئت بازنگری قانون اساسی کرد زیرا در مواجهه با شرایطی که هیچ‌یک از مراجع عظمی به‌طور کامل ایده ولایت فقیه را قبول نداشتند، باید تأکید موجود بر صلاحیت مذهبی فقیه را تعدیل می‌کرد. در این زمان شورایی که بخشی منصوب خمینی و بخشی منتخب مجلس بود، بازنگری قانون اساسی را به‌عهده گرفت. در این بازنگری پست نخست‌وزیری حذف شد و اختیارات ولی فقیه با جزئیات بیشتری تعریف شد.

## اعدام گروهی زندانیان عقیدتی-سیاسی ۱۳۶۷
«خمینی را در آینده، خونریز، سفاک و فتاک لقب خواهند داد.»

حسینعلی منتظری، جانشین وقت خمینی در جلسه خصوصی با حسین‌علی نیری، مصطفی پورمحمدی، سید ابراهیم رئیسی و مرتضی اشراقی به تاریخ ۲۴ مرداد ۱۳۶۷.
در تابستان ۱۳۶۷ به دنبال فرمان خمینی هزاران زندانی سیاسی در زندان‌های جمهوری اسلامی طی محاکماتی سرپایی اعدام شدند. از این اعدام‌ها به عنوان کشتاری در تاریخ ایران یاد می‌شود که شدت خشونت در آن در تاریخ معاصر ایران بی‌سابقه است. این اعدام پس از درهم شکستن حمله سازمان مجاهدین در روزهای پایانی جنگ ایران و عراق بود. با وجود اعتراض شدید جانشین خمینی، یعنی منتظری، با حکم حکومتی خمینی بیش از سه هزار زندانی سیاسی که دوران محکومیت قضایی خود را گذرانده بودند یا در حال گذراندن بودند اعدام شدند. خمینی دلیل خود را برای صدور دستور اعدام زندانیان سیاسی در تابستان ۱۳۶۷، طی نامه‌ای چنین بیان کرد:
«از آنجا که منافقین خائن به هیچ وجه به اسلام معتقد نبوده و هر چه می‌گویند از روی حیله و نفاق آنهاست و به اقرار سران آن‌ها از اسلام ارتداد پیدا کرده‌اند، با توجه به محارب بودن آن‌ها و جنگ کلاسیک آن‌ها در شمال و غرب و جنوب کشور با همکاری‌های حزب بعث عراق و نیز جاسوسی آن‌ها برای صدام علیه ملت مسلمان ما و با توجه به ارتباط آنان با استکبار جهانی و ضربات ناجوانمردانهٔ آنان از ابتدای تشکیل نظام جمهوری اسلامی تاکنون، کسانی که در زندان‌های سراسر کشور بر سر موضع نفاق خود پافشاری کرده و می‌کنند، محارب و محکوم به اعدام می‌باشند.»
هاشمی رفسنجانی به نقل از علی شوشتری، معاون قضایی و جانشین مسئول سازمان زندان‌ها، تعداد اعدام شدگان را حدود ۱٫۷۰۰ نفر عنوان می‌کند؛ اما در برخی از منابع، آمار زندانیان عقیدتی، سیاسی اعدام شده، ۴٬۴۸۲ تن، اعلام شده است.

## فتوای قتل سلمان رشدی
در ۲۵ بهمن ۱۳۶۷ خمینی فتوای کشتن سلمان رشدی را صادر کرد زیرا سلمان رشدی کتاب آیات شیطانی را نوشته بود. به گفته نیکی کدی، در این زمان خمینی تازه بیرون آمده از ناکامی جنگ با عراق، کوشید تا تصویر خود به عنوان رهبر اسلام پیکارجو را زنده کند. بسیاری از مسلمانان اعتبار چنین فرمانی، توسط یک روحانی شیعه علیه یک مسلمان سنی و تبعه یک کشور خارجی را زیر سؤال بردند. این اقدام باعث شد تا وجهه ایران در بین کشورهای غیر مسلمان بسیار مخدوش شود و به تلاش‌های خامنه‌ای و رفسنجانی برای بهبود روابط و از سرگیری پیوندهای اقتصادی با غرب و کشورهای غربی پایان داد.
برنارد لوئیس نویسنده کتاب بحران اسلام عقیده دارد کتاب آیات شیطانی یک کتاب ادبی و تخیلی بوده و اظهار تردید می‌کند که خمینی با وجود کهولت سن این کتاب ۵۰۰ صفحه‌ای را خوانده باشد. وی صدور فتوای کشتن سلمان رشدی را تخلف آشکار خمینی از قوانین اسلام می‌داند و می‌افزاید: «بر طبق قوانین اسلام باید به متهم فرصت دفاع از خود داده شود و نمی‌توان بدون محاکمه برای کسی حکم صادر کرد». اما خمینی بر فتوای خود تأکید کرد و گفت: 
حتی اگر سلمان رشدی اصلاح شده و مردی دیندار شود بر هر مسلمانی واجب است که از جان و مال خود بگذرد و او را به جهنم بفرستد.

## مرگ
خمینی در اواخر شب شنبه ۱۳ خرداد ۱۳۶۸، در سن ۸۶ سالگی درگذشت. علت اصلی درگذشت او «ایست قلبی» اعلام شد؛ بنا به گفته محمدحسین خوشنویس، عضو گروه پرستاری از خمینی، «او در یک‌ماهه آخر حیات به سرطان معده مبتلا شده بود و پس از دومین مرتبه تزریق داروی شیمی درمانی، دچار سکته وسیع قلبی شد و درگذشت.» حسن عارفی، سرپرست گروه پزشکی او، در مصاحبه‌ای با مجلهٔ علمی دانش روز گفت که «بیماری سرطان معده خمینی زمانی آشکار شد که او اعلام کرد: اجابت مزاجش به شدت تیره است».
مراسم تشییع وی در ۱۶ خرداد برگزار و در بهشت زهرای تهران دفن شد که امروزه محل آرامگاه وی است. مراسم تشییع وی دارای رکوردهای جهانی گینس برای بزرگ‌ترین تشییع جنازه جهان است که بنا بر گزارش‌های رسمی در ایران ده میلیون و بنا به گزارش رسانه‌های غربی دو میلیون نفر در آن شرکت کردند. در جریان تشیع جنازهٔ وی به علت هجوم جمعیت کفن وی پاره می‌شود. تصویر این لحظه توسط محمود عبدالحسینی به صورت اتفاقی ضبط می‌شود. پس از این اتفاق، جنازه به جماران منتقل شد و دوباره با کفنی که برای سید علی خامنه‌ای تدارک دیده شده بود، کفن شد.

## مآخذ فکری
گذشته از رهبری سیاسی و جایگاه فقهی، خمینی همچنین از جوانی در عرفان نیز دارای تبحر بود. خمینی از شاگردان عرفانی نظری محمدعلی شاه‌آبادی بود و به‌شدت متأثر از وی بود، به طوری که او را «شیخ عارف کامل ما، شاه آبادی» می‌خواند. از وی اشعار و آثار متعدد عرفانی باقی مانده است. بعضی صاحبنظران معتقدند اندیشه نظام سیاسی اسلامی توسط وی علاوه بر شالوده فقهی - فلسفی اندیشه‌های وی با باورهای عرفان اجتماعی وی نیز پیوند دارد.
به نظر برخی محققان خمینی در تئوری خود در باب حکومت ولایت فقیه متأثر از جمهور افلاطون بوده است. به احتمال قوی این آشنایی از مسیر روایت فارابی از افلاطون در آرای اهل مدینه فاضله بوده است. نگرش خمینی به افلاطون به عنوان یک حکیم الهی در کشف الاسرار محرز است. ضمن آنکه وی، خود در مصاحبه‌ای در سال ۱۳۵۷ با محمدجواد باهنر و مهدی حائری یزدی بر این تأثیرپذیری اذعان کرده است.
خمینی در مصاحبه‌ای در دی ماه ۱۳۵۷ با حسنین هیکل، در خصوص منابعی که بر تفکر وی مؤثر بوده‌اند به‌طور خاص از در منابع روایی از اصول کافی، در کتب فلسفی از اسفار اربعه ملاصدرا و در منابع فقهی از جواهر الکلام یاد می‌کند. در نقلی دیگر وی می‌گوید «انقلاب اسلامی را دو کتاب شکل داده است: اسفار اربعه صدرالمتألهین و جواهرالکلام نجفی.»
مهدی حائری می‌گوید خمینی به‌شدت متأثر از ابن عربی بود و در تدریس اسفار ملاصدرا رویکردی عرفانی داشت و علاقه‌ای به مباحث فلسفی فارابی و ابن سینا نشان نمی‌داد. وی در عرفان به فصوص الحکم و فتوحات المکیه ابن عربی، مفتاح الغیب قونوی، شرح فصوص الحکم داوود قیصری و شرح قصیده ابن الفارض از کاشانی و اصطلاحات الصوفیه علاقه نشان می‌دهد. وی به روایت فلسفه نوافلاطونی رایج در میان حکمای مسلمان نیز گرایش داشت و در آثارش به اثولوجیا استناد می‌کند، که در اصل برگرفته از تاسوعات فلوطین بوده و به اشتباه متعلق به ارسطو پنداشته شده است. بدین ترتیب، وی آمادگی پذیرش آرای فلسفی غیراسلامی را مشروط به سازگاری با سنت و روایات دارا بود.

## دیدگاه‌های خمینی

### حکمت نظری
روح‌الله خمینی به مکتب اصالت الوجود مندرج در عرفان نظری و حکمت متعالیه تعلق دارد. او، برخلاف نوافلاطونیان، آفرینش را به‌نحو صدور نمی‌داند، و بلکه صدور را ناسازگار با آموزهٔ های عرفانی مبتنی بر توحید وجودی می‌داند، و به‌همین دلیل صدرالدین قونوی را در خصوص به‌کار گرفتن این واژه مورد اعتراض قرار می‌دهد. او معتقد است که در نظام هستی‌شناسی عرفانی، وجود، معلول و مجعول نیست؛ چراکه وجود ظهور و بطون دارد، اما می‌توان گفت که «ماهیت» مجعول است، به این معنا که ماهیت، ظهور استتباعی، به تبع ظهور وجود، دارد. وی می‌کوشد تا مشکل جمع تنزیه (بی مانندی و مغایرت خداوند در عالم) و تشبیه (ظهور خدا در قالب صفات) الهی را رفع کند و در این راه از آرای تصوف بهره می‌جوید. همچنین، با بهره‌گیری از ایده اعیان ثابته ابن عربی، فاصله بی‌نهایت میان عالم لاهوت و تعالی امر مطلق با عالم محسوس ناسوت که عرصه تکثر محسوسات را پرکند. این اعیان ثابته همان تعینات تجلی اسماء الهی است. در این مکتب، انسان کامل مظهر صفات و اسمای الهی در عالم می‌شود که طبق اسفار ملاصدرا باید سفر چهارگانه‌ای را برای وصول به حق بپیماید.
وی اندکی پس از پیروزی انقلاب، آرای حکمی خود را در قالب تفسیر سوره حمد بیان کرد که تنها پس از پنج جلسه پخش از صدا و سیما و بیان دو آیه از این سوره، در اثر اعتراض شدید حوزه علمیه و به‌خصوص حوزه مشهد متوقف شد.

### اسلام ناب محمدی
اسلام ناب یا اسلام ناب محمدی اصطلاحی است که توسط خمینی به عنوان نقطه مقابل اسلام آمریکایی مطرح شد.

### جمهوری اسلامی
خمینی در سخنانی پیشنهاد برخی گروه‌های سیاسی مبنی بر نوع حکومتی که باید در ایران ایجاد شود را رد کرد و هیچ‌یک از عناوین «جمهوری»، «جمهوری دمکراتیک»، «جمهوری اسلامی دمکراتیک» را نپذیرفته و گفته بود «فقط جمهوری اسلامی نه یک کلمه کمتر و نه یک کلمه بیشتر، ما نباید از کلمه دمکراتیک استفاده کنیم که غربی است و ما آن را نمی‌خواهیم.»

### ولایت فقیه

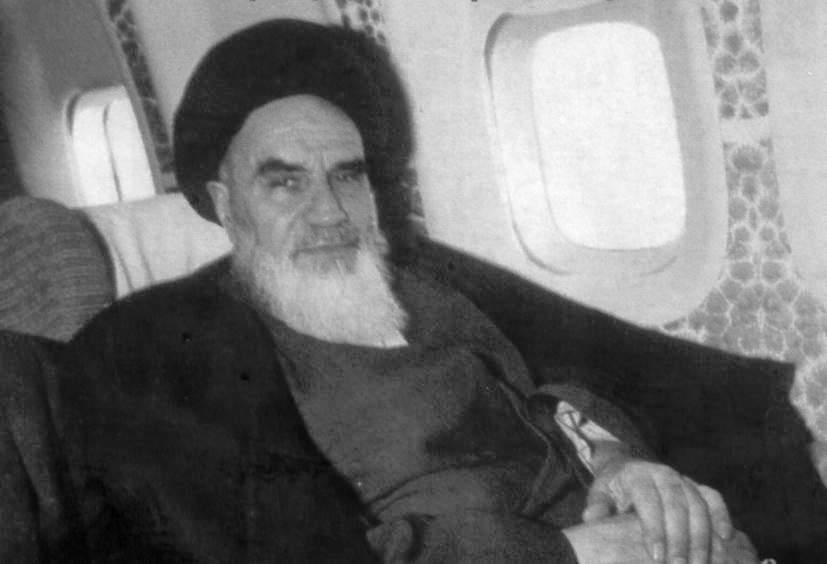
خمینی در پرواز ایرفرانس به سوی ایران. در صندلی کناری وی، صادق قطب‌زاده نشسته است که چندی پس از پیروزی انقلاب به اتهام «کوشش برای ترور خمینی» اعدام شد.

خمینی ایده «ولایت فقیه» را ابتدا طی یک سری سخنرانی در اوایل دهه هفتاد میلادی مطرح کرد. هر چند در آن زمان عده کمی در داخل و خارج ایران این ایده را جدی گرفتند. خود خمینی تا روزهای آخر سلطنت شاه ایران پیش‌بینی نمی‌کرد که روزی رهبر و سکاندار کشور ایران شود. به‌علاوه نه او و نه هیچ‌یک از حلقه یاران نزدیک او تجربه عملی سیاسی و کشورداری نداشتند؛ بنابراین هیچگاه خمینی تا پیش از ورود به ایران در صدد بسط این نظریه و تبیین راهبردهای عملی این نظریه برای به‌کارگیری آن برنیامد.
طبق نظریه جدید او، اقتدار سیاسی و مسئولیت حفظ امت اسلامی، از طرف امام دوازدهم شیعیان به مجتهدان متخصص در فقه اسلامی (فقها) واگذار شده است. استدلال وی این بود که خداوند، پیامبران و ائمه را به منظور وضع قوانین شرع برای هدایت امتها فرستاده است و در غیاب امام معصوم، روحانیون به‌ویژه فقها، تنها مفسران و نگاهبانان حقیقی شریعت می‌باشند که حکومت باید به آنان سپرده شود. خمینی حوزه اصطلاح ولایت فقیه را بسط داد، به‌طوری‌که تمام جامعه را در بر می‌گرفت.
نظریات سنت شکن خمینی تنها به ولایت فقیه محدود نمی‌شد؛ او برخلاف عقیده گذشته خود که همچون دیگر روحانیون از نظام مشروطه سلطنتی حمایت می‌کرد، اظهار داشت که نظام سلطنتی، سنتی «طاغوتی» است که از دوران «شرک» به ارث رسیده و با اسلام ضدیت دارد، چرا که پیامبر اسلام، پادشاهی موروثی را شیطانی و کفرآمیز خوانده است و حسین، امام سوم شیعیان، پرچم قیام را برای نجات مردم از یوغ خلفا و سلاطین موروثی برافراشته است. او در تشریح دیدگاه سیاسی خود، حتی روحانیون غیرسیاسی و میانه‌رو را مورد بازخواست قرار می‌داد و گروه نخست را به ترک تکالیف شرعی خود، پناه بردن به حوزه‌های علمیه و پذیرفتن نظریه جدایی دین از سیاست که از دید او توطئه «امپریالیستها» بود، متهم می‌کرد.
در اولین پیش‌نویس قانون اساسی بعد از انقلاب که توسط کمیته‌ای انتصابی تهیه شده بود. اشاره‌ای به ولایت فقیه نشده بود و اختیار علما فراتر از قانون اساسی مشروطه نبود. خمینی در ابتدا تمایل به قبول این پیش‌نویس و به همه‌پرسی گذاشتن آن داشت. اما بخاطر فشار هر دو طیف سکولار و مذهبی، بررسی بیشتر این پیش‌نویس به یک مجلس خبرگان انتخابی محول شد. در طی بررسی‌های این مجلس، اصل ولایت فقیه به عنوان اصل چهارم قانون اساسی گنجانده شد و قدرت فوق‌العاده‌ای به خمینی داده شد.
طبق تعریف وبگاه مجلس خبرگان، ولایت از ریشه ولی است. تعریف فقهی آن از جمله در کتب مربوط به نظریه ولایت فقیه؛ امارت و سلطنت بر جان و مال و امور دیگری و اولویت تصمیمات او نسبت به مولی (ولایت شونده) است.
همزمان با مرگ خمینی، قانون اساسی در سال ۶۸ بازنگری شد و شرط مرجعیت از شرایط ولی فقیه حذف، عبارت مطلقه اضافه و اختیارات ولایت فقیه گسترده‌تر شد (اصل ۵۷ و ۱۱۰ قانون اساسی). از این رو در اصل ۵ قانون اساسی سال ۶۸ برخلاف قانون پیشین آمده است:
در زمان غیب حجت بن الحسن در جمهوری اسلامی ایران «ولایت امر و امامت امت» بر عهده فقیه عادل و باتقوی، آگاه به زمان، شجاع، مدیر و مدبر است.
و در اصل ۵۷ نیز:
قوه مقننه، قوه مجریه و قوه قضائیه که زیر نظر «ولایت مطلقه امر و امامت امت» اداره می‌گردند. این قوا مستقل از یکدیگرند.

### نظریه توطئه
از نظر یرواند آبراهامیان در پارانویایی خمینی، اقلیت‌های مذهبی، به‌ویژه یهودی‌ها، نشانهٔ شومی و نحسی، شناخته می‌شوند. او یهودی‌ها را متهم به تحریف اسلام، ارائه تفسیر غلط از قرآن، آزار و زندانی کردن روحانیون، طرفدارای از ماتریالیسم تاریخی، تحریک و راه‌اندازی انقلاب سفید، تمجید از عاملان کشتار ۱۹۶۳ میلادی، کنترل وسایل ارتباط جمعی و البته کنترل اقتصاد جهان کرد. او یهودی‌ها را جاسوس و ستون پنجم امپریالیسم می‌دانست. به آن‌ها به عنوان قدرتی واقعی که در پشت توطئه‌های امپریالیسم قرار دارند، نگاه می‌کرد: «هدف واقعی آنها، تشکیل دولت یهود است». او اضافه می‌کرد که اگر به این هدف می‌رسیدند، خطرناک بود، چون یهودی‌ها مردمانی پرانرژی و زیرکی هستند. خمینی همچنین بهائیت را به عنوان یک «توطئه براندازی» محکوم کرد و گفت که در اصل به وسیلهٔ بریتانیا بناگذاری شده، اما حالا به وسیلهٔ اسرائیل و آمریکا کنترل می‌شود. او می‌گفت «همانگونه که شوروی حزب توده را کنترل می‌کند، ریگان هم از بهائی‌ها حمایت می‌کند. بهائیت یک مذهب نیست، بلکه یک سازمان مخوف است که برای براندازی جمهوری اسلامی، توطئه‌چینی می‌کند».

### حقوق دگرباشان جنسی
خمینی اندکی پس از رسیدن به رهبری در فوریهٔ ۱۹۷۹ مجازات اعدام همجنس‌گرایان را صادر کرد. بین فوریه و مارس، شانزده ایرانی به‌دلیل جرایم مربوط به نقض قانون جنسی اعدام شدند. او در مصاحبه با اوریانا فالاچی در اوایل انقلاب، در پاسخ به سؤالی دربارهٔ تیرباران زنی که مرتکب زنای محصنه شده و کشتن مردان همجنس‌گرا، گفت که کشتن این افراد شبیه بریدن انگشت افراد مبتلا به قانقاریا می‌باشد که باعث جلوگیری از نفوذ بیماری به سراسر بدن می‌شود. دادگاه انقلاب به دستور او تأسیس شد که در آن بیش از ۱۰۰ معتاد به مواد مخدر، روسپی، همجنس‌گرا، متجاوز و زناکار به اتهام «فساد فی‌الارض» اعدام شدند.
اما تراجنسیتی‌بودن از سوی خمینی به‌عنوان یک بیماری تعیین شد که می‌توان آن را از طریق جراحی بازتایید جنسیت درمان کرد. از اواسط دههٔ ۱۹۸۰، دولت ایران جراحی تغییر جنسیت (تحت تأیید پزشکی) و اصلاح اسناد قانونی مربوط را برای بازتاب جنسیت تغییریافته قانونی کرده است. در سال ۱۹۸۳، خمینی فتوایی را صادر کرد که بر اساس آن عمل تغییر جنسیت به عنوان درمانی برای «ترنس‌جنسی‌های تشخیص‌داده‌شده» مجاز بود و اجازه داد که اساس این عمل قانونی شود.

### زنان
دربارهٔ حق رأی زنان، خمینی در آغاز مخالف قانونی شدن حق رأی زنان بود. او به همراه ابوالقاسم کاشانی از کسانی بودند که با اعطای حق رأی به زنان در پیش‌نویس لایحه انتخابات در دوران نخست‌وزیری مصدق مخالفت کردند. در ۶ آبان ۱۳۴۱ نیز در جمع تعدادی از کاسبان بازار تهران اعلام کرد که «از ۱۰ میلیون نفر جمعیت زن ایران، فقط یک صد نفر زن هرجایی مایل هستند که این کار بشود». با این حال بعدها مخالفتش با حق رأی زنان را به‌دلیل شرایط خفقان سیاسی حاکم بر ایران دانست و گفت که در جایی که مردان هم حق واقعی رأی ندارند حق رأی زنان ابزار سیاسی است.

### وعده‌های خمینی

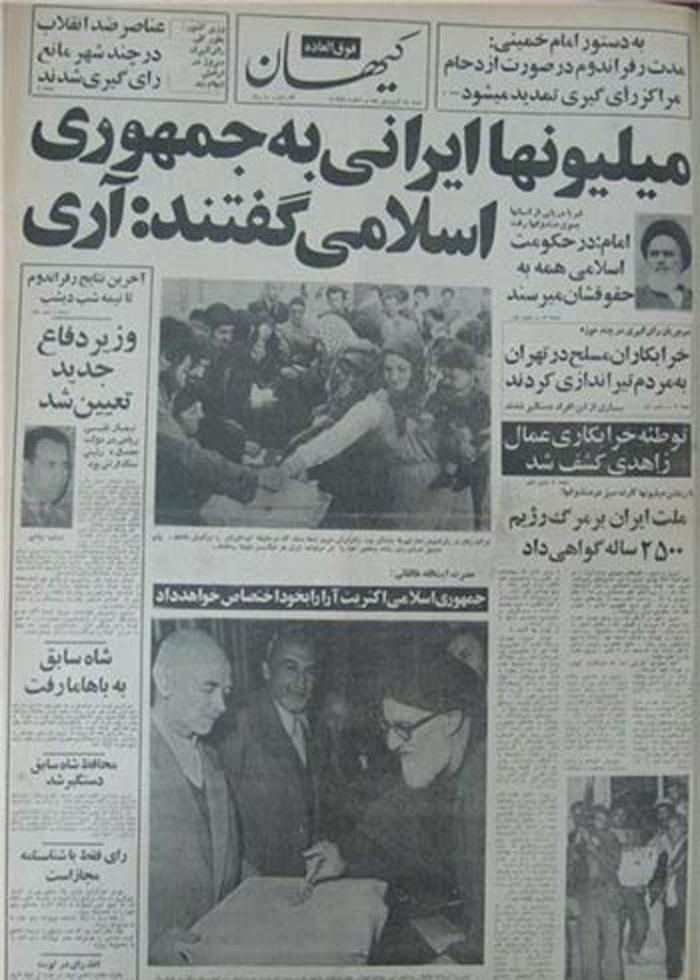
خمینی: در جمهوری اسلامی همه به حقوقشان می‌رسند

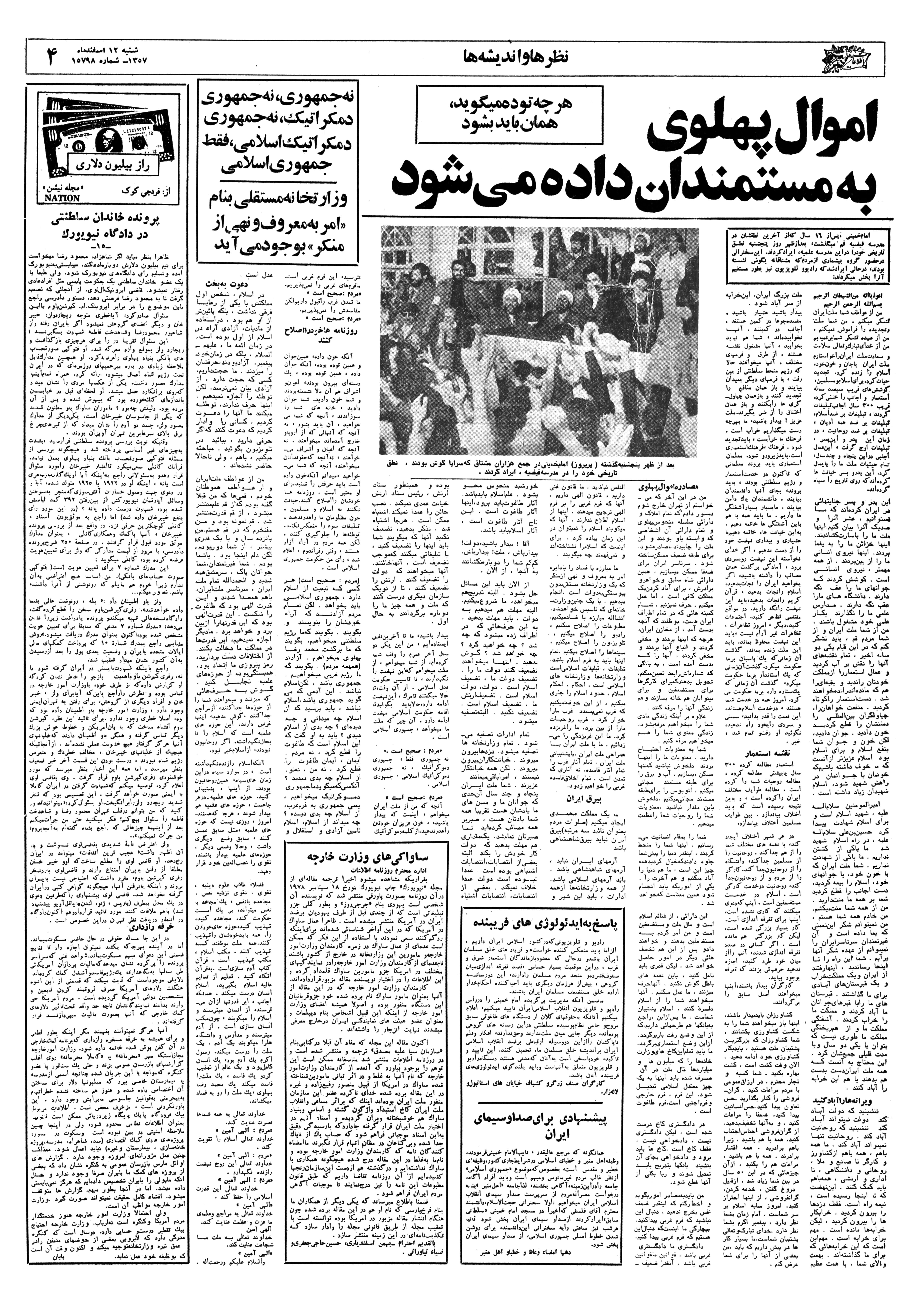
متن سخنرانی معروف روح‌الله خمینی در قم که در آن وعده آب و برق و اتوبوس مجانی داده بود. این سخنرانی در تاریخ ۱۰ اسفند ۱۳۵۷ شمسی در قم رخ داده است.

در مدت ۱۱۲ روز اقامت در نوفل لوشاتو، خمینی حدود ۴۰۰ مصاحبه انجام داد و این وعده‌ها را به ملت ایران داد:
- حکومت اسلامی یک حکومت دمکراتیک به معنای واقعی کلمه خواهد بود.
- همه حقوق بشری و از جمله حقوق اقلیت‌های مذهبی کاملاً رعایت خواهد شد.
- من در ایران آینده هیچ سمت و مسئولیتی جز رهبر روحانی مردم نخواهم داشت.
- کشور ما در منازعه میان اسرائیل و عرب‌ها باید به کلی بی‌طرف بماند.
- ما ساواک را منحل خواهیم کرد و همه گروه‌های چپ حق خواهند داشت آزادانه به بیان عقاید خود و فعالیت سیاسی بپردازند.
- نباید به زندانیان و محکومان دشنام داد و به آنها سیلی زد.
- در زمینه سیاسی و در زمینه اجتماعی، زن برابر با مرد و حق مشارکت در امور را دارد.
- در تشکیل دولت، زن مانند مرد حق انتخاب کردن و انتخاب شدن را دارد و کاملاً با یکدیگر برابرند.

خمینی در ۲۲ بهمن ۱۳۵۷ پس از تصرف رادیو توسط انقلابیون در بیانیه‌ای با تقدیر از عقب‌نشینی و عدم دخالت ارتش در امور سیاسی، از مردم خواست از خرابکاری و اخلال‌گری و حمله به سفارتخانه‌ها جلوگیری کنند و نوشت «به امرای ارتش اعلام می‌کنم که در صورت جلوگیری از تجاوز ارتش، پیوستن آنان به ملت و دولت قانونی ملی اسلامی، ما آنان را از ملت و ملت را از آنان می‌دانیم و مانند برادران با آنان رفتار می‌نماییم.» و در همان شب شورای عالی ارتش شاهنشاهی در جلسه‌ای با شرکت تقریباً تمامی فرماندهان عالی‌رتبه خود و بدون هیچ مخالفتی پشتیبانی کامل خود از خواسته‌های ملت را اعلام کرد.
اما تنها ساعاتی پس از آن عده‌ای از سران حکومت پهلوی از جمله سرلشکر منوچهر خسروداد فرمانده هوانیروز، سپهبد مهدی رحیمی رئیس شهربانی کل، سرلشکر رضا ناجی (سرلشکر) اولین فرماندار نظامی ایران و تیمسار نعمت نصیری رئیس سابق ساواک در مدرسه رفاه به حکم صادق خلخالی اعدام شدند.
روح‌الله خمینی قبل از انقلاب ایران در سال ۱۳۵۷ وعده‌هایی در خصوص برابری زنان و مردان و آزادی مطبوعات به مردم ایران داده بود.
از ابتدای انقلاب به دروغ ادعا شده است که خمینی در بدو ورودش به ایران در ۱۲ بهمن ۵۷ در فرودگاه مهرآباد به مردم وعده آب و برق مجانی داده و بدین ترتیب حمایت آن‌ها را به دست آورده است. اما نشان داده شده که سخنرانی مورد نظر مربوط به ۱۰ اسفند است و به شکل وعده نبوده. در حقیقت او در یک سخنرانی در ۹ اسفند اعلام کرد که قبلاً به دولت برای مجانی شدن بعضی اقلام برای قشرها مستضعف سفارش اکید کرده است. یک روز قبل در ۸ اسفند دولت در بیانیه‌ای رایگان شدن آب و برق برای قشرها کم‌درآمد را اعلام کرده بود. خمینی همچنین در یک سخنرانی در ۱۰ اسفند به این موضوع اشاره کرد و تأکید کرد که مردم به این مقدار دلخوش نباشند چرا که ارتقاء معنویت و انسانیت بالاتر است. یارانه‌های غیرنقدی تا پیش از هدفمند شدن یارانه‌ها بر بعضی از این اقلام تعلق گرفت
همچنین بخشی از سخنرانی او در بهشت زهرا پس از انقلاب ۵۷ به صورت سانسور شده در رسانه‌های ملی پخش می‌گردد.

### خمینی و اقتصاد
به نوشته دائرةالمعارف بزرگ اسلامی، برای خمینی اقتصاد وسیله‌ای بود برای رسیدن به عدالت اجتماعی که دارای سه شاخص حفظ محرومان، گسترش مشارکت عموم مردم و مبارزه با زراندوزی است. او در وصیت‌نامه خود نوشت که اسلام نه با سرمایه‌داری ظالمانه موافق است نه با کمونیسم که مالکیت خصوصی را نفی می‌کند. از نظر او مالکیت شخصی در طول ولایت ولی امر قرار می‌گیرد و در عین حفظ مالکیت مشروع، مالکیت بی‌حد و مرز حتی از نوع مشروع آن به رسمیت شناخته نمی‌شود. در نگاه خمینی اصلاح فرهنگ و تعلیم و تربیت از طریق ترویج روحیه عدم توجه به دنیا، جلوگیری از کفران نعمت، شناخت نفس و خودباوری پشتوانه مهمی برای توسعه اقتصادی است که منجر به افزایش کار و تولید و سرمایه‌گذاری و کاهش مصرف‌گرایی می‌شود. رهایی از وابستگی اقتصادی به غرب و شرق و نیل به خودکفایی اقتصادی از بزرگ‌ترین آمال خمینی به‌شمار می‌رفت.
برای خمینی توسعه وسیله بود نه هدف نهایی. هدف از توسعه، به وجود آوردن یک «امت اسلامی» واقعی بود. سعید امیرارجمند نقل کرده است که خمینی در ۲۴ اوت ۱۹۷۹ گفته «اقتصاد مال خر است. مردم ما برای اسلام انقلاب کرده‌اند نه خربزه» در منبعی دیگر این موضوع به صورت «اقتصاد برای الاغ نیز دارای اهمیت است» نقل شده است. خمینی با این جمله جایگاه اقتصاد را در مرتبه پایینی قرار داده‌بود.
در هنگام مرگ خمینی، درآمد سرانه ایران ۴۰ درصد افت کرده بود و اتکا به نفت و خودکفایی در کشاورزی کشور در بدترین وضع خود در طول زمان بود. هنگامی که پس از مرگ خمینی، علی اکبر هاشمی رفسنجانی دولت را در دست گرفت. اقتصاد ایران بمانند «کشتی غرق‌شده» بود. با وجود چهار برابر شدن قیمت نفت تولید ناخالص ملی ایران به سطح ۲۱ سال قبل برگشته بود؛ یعنی حتی به چند سال قبل از انقلاب و زمانی که ایران رشد اقتصادی خوبی را شاهد بود. در کنار این بازدهی نیروی کار نیز در وضع بدی بود.

## عرفان
سید احمد فهری زنجانی در مقدمه خود بر شرح دعای سحر خمینی می‌نویسد که: «عشق شدید خمینی به تزکیه و عرفان آن قدر زیاد بود که گاهی علاقهٔ او به پیگیری دروس رسمی حوزهٔ علمیه را تحت‌الشعاع قرار می‌داد چنان‌که در یکی از غزل‌هایش می‌گوید:
عهدی که بسته بودم با پیر میفروش در سال قبل تازه نمودم دوباره دوش
از قیل و قال مدرسه‌ام حاصلی نشد جز حرف دلخراش پس از آن همه خروش
دستی بدامن بت مه طلعتی زنم اکنون که حاصلم نشد از شیخ خرقه پوش»
به نظر مصطفی دانش‌پژوه، بدون بینش و عمل عرفانی خمینی انقلاب او به وجود نمی‌آید. از این جهت او عرفان خمینی را «عرفان انقلابی» می‌نامد. خمینی سختی‌ها و تکالیف در مسیر زندگی را مظهر لطف الهی می‌دانست؛ مثلاً در واکنش به فوت فرزندش سید مصطفی خمینی در طول مبارزه انقلابی، آن را از «الطاف خفیه الهی» خواند. خمینی در مواجه با حوادث سیاسی به ابعاد باطنی آن‌ها نیز توجه داشت و آن‌ها را به اراده خدا نسبت می‌داد. دانش‌پژوه معتقد است تصمیم‌های سیاسی بزرگ خمینی که برخلاف پیش‌بینی نزدیکان او و علی‌رغم قدرت‌مندی مخالفانش با موفقیت رو به رو می‌شد نشان می‌دهد که تصمیمات سیاسی او تحت تأثیر الهام‌های معنوی بوده است.
عباس محمدی اصل، می‌نویسد از اعتقاد خمینی مبنی بر ابعاد معنوی قیام سیاسی بر می‌آید که او سازمان‌دهی انقلاب را یکی از مراحل سیر و سلوک عرفانی خود می‌دانست چنان‌که قیام ابراهیم علیه نمرود را زمینه دستیابی به تقرب الهی قلمداد کرده است.

## دیدگاه‌ها دربارهٔ خمینی

### در رسانه‌ها
رابرت مک‌نیل روزنامه‌نگار آمریکایی که برنامه وی، مصاحبه اختصاصی آذر ۱۳۵۷ با خمینی در نوفل لوشاتو را موفقیت بزرگی در برابر دیگر برنامه‌های بزرگ تلویزیونی می‌دید، با اشاره به اینکه تا آن زمان از نزدیک با یک روبرو نشده بوده و این رویداد برایش تازگی داشته گفته است: 
انگار تمام اعضای بدنش با حداقل نیروی ممکن کار می‌کردند، به غیر از مغزش آن هم‌زمانی که باید حرف می‌زد. آرام‌ترین و بی‌حرکت‌ترین انسانی بود که تا به حال دیده بودم… آرامش محض و اطمینان خاطر کامل داشت. ما می‌دانستیم او اندیشمندی است که مدت‌ها پیش طرز فکرش شکل گرفته و دربارهٔ چیزهایی که می‌توانست نظرات محکمش را زیر سؤال ببرد کنجکاو نبود. تنها چیزی که ما از نیات او می‌دانستیم همان چیزهایی بود که او و دیگران در آن روزها به ما می‌گفتند. مقاصد آن‌ها را بعد از پیروزی انقلاب و به خصوص در پی واقعه گروگان‌گیری در سفارت آمریکا درک کردیم. وقتی که رسانه‌های عمومی مبارزه یک نهضت متمایل به دموکراسی برای سرنگون کردن یک رهبر مستبد را دیدند طبیعتاً کنجکاو بودند که افرادی که پشت انقلاب بودند را بشناسند. به نظر من، خمینی از این وضع سود برد تا زمانی که اقدامات آن‌ها به خشونت و سیاهی کشیده شد.

کسی که این مصاحبه را برنامه‌ریزی کرده بود ابراهیم یزدی مشاور خمینی و عضو ارشد نهضت آزادی بود؛ وی در جلد سوم خاطراتش گفته است که خمینی تا پیش از رسیدن به قدرت از سوالات رسانه‌ها دربارهٔ جزئیات جمهوری اسلامی به صورت حساب‌شده‌ای طفره می‌رفت و به همین علت در هیچ‌یک از ۲۰۰ مورد مصاحبه‌اش اشاره‌ای به نظریه سیاسی ولایت فقیه نشد در حالی که کتاب انگلیسی ولایت فقیه در همان ماه اول مستقر شدن در نوفل لوشاتو منتشر شده بود. وی می‌افزاید که سوالات خبرنگاران همواره پیش از مصاحبه به بهانه ترجمه گرفته می‌شد تا سوالات ویرایش شود و پاسخ‌ها به شکلی بی‌نقص از پیش آماده شود. ابراهیم یزدی می‌گوید:
این شیوه عمل به ما امکان می‌داد که پرسش‌ها و پاسخ‌ها را ویرایش کنیم و انسجام پاسخ‌ها را در نظر داشته باشیم. حتی در مورد مصاحبه تلویزیون‌های سرتاسری آمریکا، من این شرط را مطرح و اجرا کردم.

### ادعای رابطه با ایالات متحده آمریکا
خمینی از ۲۶ دی ماه تا هفتم بهمن ماه ۱۳۵۷ و با واسطه ابراهیم یزدی حداقل پنج پیام از وارن زیمرمن به عنوان نمایندهٔ دولت و رئیس‌جمهور آمریکا دریافت کرد و به آن‌ها پاسخ داده است. خمینی در پیام‌های خود از آمریکا می‌خواهد نظامیان را مهار کند و مانع کودتا در ایران شود و در مقابل به آمریکا وعده می‌دهد که حکومت آینده ایران «صادرکنندهٔ انقلاب به سایر کشورهای منطقه» نخواهد بود و اگر بختیار و ارتش در امور دخالت نکنند و «ما ملت را ساکت کنیم ضرری برای آمریکا ندارد».
مباحثاتی که بین زیمرمن از سفارت آمریکا در پاریس و ابراهیم یزدی، یکی از دستیاران نزدیک خمینی در آن زمان، در یک مهمانسرا در نزدیکی نوفل لوشاتو انجام شد، به این دلیل بود تا از به راه افتادن حمام خون پس از خروج شاه از ایران جلوگیری شود؛ که شاه و بختیار پیشتر در جریان این مذاکرات قرار داشتند. در این مذاکرات هر دو طرف خواستار جلوگیری از فروپاشی نظم و قانون و جلوگیری از خون‌ریزی در ایران بودند.
طبق سند بی‌بی‌سی خمینی در نیمه آبان ۱۳۴۲ مخفیانه به دولت جان اف کندی پیام می‌دهد که از حملات لفظی‌اش سوء تعبیر نشود زیرا او از منافع آمریکا در ایران حمایت می‌کند. همچنین او در نوفل لوشاتو خط‌مشی تعامل بی‌سرو صدا با آمریکا را در پیش گرفته بود؛ البته این تعامل با آمریکا نه از طریق میرزا خلیل کمره‌ای بلکه توسط ابراهیم یزدی از اعضای نهضت آزادی صورت می‌گرفت. وی در ۱۳۵۷ وعده‌های مفصل و مشخصی به جیمی کارتر داده بود.
این در حالی است که مؤسسه تنظیم و نشر آثار امام خمینی، سید علی خامنه‌ای و ابراهیم یزدی صحت این سند را رد کردند.
به گفتهٔ میلانی، دولت آمریکا برای یافتن جایگزین حکومت محمدرضا پهلوی، هم از طرف فرانسه و هم از طرف تهران با خمینی و اطرافیانش وارد مذاکره شد. به علاوه، کارتر، هویزر را به ایران فرستاد که امرای ارتش ار از انجام کودتای نظامی بر حذر دارد. در تهران، هویزر به همراهی و همکاری ژنرال گست، با سران ارتش در تماس بودند و در صدد بودند تا اسباب تماس امرای ارتش و نیروهای طرفدار خمینی را فراهم کنند. دولت آمریکا در آغاز بحران، تمایلی به تماس با خمینی را نداشت؛ ولی وقتی سرنوشت شاه، قطعی به نظر می‌رسید، آمریکا بر آن شد که مستقیم با خمینی تماس برقرار کند و از چند و چون نظراتش اطلاعاتی کسب کند. هم او در پاریس و هم طرفدارانش در تهران، به سوالاتی که آمریکایی‌ها طرح کرده بودند پاسخ دادند. در پاریس، خمینی، شماری از طرفداران خود را که اغلب در غرب تحصیل کرده بودند و در گروه‌های مذهبی طرفدار دموکراسی فعالیت داشتند، بسان نمایندگان و سخنگویان غیررسمی خود برگزید. از این دسته می‌توان ابوالحسن بنی‌صدر، ابراهیم یزدی و صادق قطب‌زاده نام برد. اما در تهران، خمینی، شورایی به نام شورای انقلاب را که هدایتش در دست روحانیون بود را مسئول اداره امور روزمره حرکت دموکراتیک مردم کرد. برخی از اعضای این شورا به‌ویژه آن‌ها که در نهضت آزادی عضویت داشتند، با سفارت آمریکا در ایران در تماس بودند و در همسو کردن دولت آمریکا با اهداف خمینی، نقش کلیدی بازی کردند. در نتیجه این تماس‌ها، سالیوان (سفیر آمریکا در ایران) بالاخره به این نتیجه رسد که جنبش اسلامی‌ای که تحت سیطره طرفداران خمینی است، به مراتب بیشتر از آنچه گمان می‌رفت، متشکل و روشن‌اندیش و توانا در مقابله با کمونیسم هستند. سالیوان حتی متقاعد شده بود که این نیروها چه بسا بتوانند به‌رغم ظاهرشان، چیزی شبیه به دموکراسی غربی ایجاد کنند.
یازده روز بعد از خروج شاه از ایران، خمینی پیام شخصی برای آمریکا ارسال کرد. در متن پیام ترکیبی از تهدید و تطمیع می‌توان مشاهده کرد. خمینی می‌گفت برای احتراز از فاجعه، آمریکا باید به ارتش ایران و بختیار بگوید که دست از دخالت در امور ایران بردارند؛ و ترجیحش این است که راه حلی مسالمت‌آمیز برای حل معضل ایران سراغ کند. البته از چند هفته قبل از این پیام، هم او و هم همراهانش در پاریس و نیز متحدانش در ایران با مقامات آمریکایی وارد مذاکراتی مفصل شده بودند.

### دیدگاه سیاستمداران و تحلیلگران سیاسی
ریچارد فالک، پروفسور بازنشسته حقوق بین‌الملل در دانشگاه پرینستون و گزارشگر ویژه سازمان ملل در امور حقوق بشر فلسطین که در نوفل لوشاتو با خمینی دیدار کرد او را تجسم مثالی یک رهبر دینی توصیف می‌کند که علی‌رغم جسم فرتوت‌اش، قدرتی عظیم در ذهن و اراده‌اش نمایش می‌داد که با جدّیتی مرتاضانه ترکیب شده بود.
رونالد ریگان در مناظره ۲۱ اکتبر ۱۹۸۴(۲۹ مهر ۱۳۶۳) دربارهٔ انتقادش به سیاست جیمی کارتر طی جنگ سرد و مشکل جهانی کمونیسم، که حمایت کارتر از خمینی موجب روی کار آمدن خمینی به جای شاه طی انقلاب ۱۳۵۷ شد و یکی از این موضوعات جزیره ثبات بود گفت:
من از رئیس‌جمهور به خاطر اینکه چیزی را ارزان فروختیم که برای ما یک هم پیمان قدرتمند بود انتقاد کردم یعنی شاه ایران؛ و من کاملاً متقاعد نشدم که او تا این حد از خط مردمش دور بوده باشد یا اینکه آن‌ها چیزی را که رخ داد خواسته باشند. شاه پیشنهاد ما را انجام داده بود و بار سنگین وظیفه ما را برای یک دوره زمانی کامل ادامه داده بود، و من واقعاً فکر می‌کنم این که ما اجازه دادیم تا شاه سقوط کند یک لکه و نقطه تاریک در رکورد ما بود. آیا اوضاع بهتر شده است؟ شاه، آنچه او می‌توانست انجام داده باشد، داشت مسکن و زندگی را کم هزینه می‌کرد، سرزمین را از ملاها پاک می‌کرد و آن را در بین رعیت‌ها تقسیم می‌کرد تا مالک باشند-چیزهایی از این قبیل. اما ما آن را با یک شخص دیوانه‌وار متعصب تعویض کردیم با کسی که هزاران هزار نفر از مردم را کشت، منظورم اعدام هاست.
جیمی کارتر بعداً در مصاحبه‌های تلویزیونی خود گفت که او خمینی را به اشتباه شبیه گاندی تصور کرده بوده حرفی که سفیر کارتر ویلیام سالیوان و جیمز بیل مشاور او نیز عنوان کردند. فرح پهلوی در مصاحبه با من و تو این استدلال کارتر را مردود دانست. دیدگاه‌های غیر مذهبی مارکسیسیتی کمونیسم، روحانیت را بخشی از هرم تبعیض طبقاتی نظام‌های سرمایه‌داری کهن و فئودالیست (ارباب‌سالاری) می‌داند از این رو رویکرد روحانیت به کمونیسم یک دیدگاه منفی بوده است و احزاب کمونیست در ایران پیش از انقلاب رشد چشمگیری داشتند همچون تأسیس حزب کمونیست فرقه دموکرات آذربایجان در سال ۱۳۲۴ و غائله آذربایجان طی سال‌های ۱۳۲۵ و ۱۳۲۶ و البته رشد حزب توده و مجاهدین خلق طی دهه‌های بعد حتی تا پس از انقلاب ۱۳۵۷ و این موضوع در کنار سیاست کارتر برای حمایت از خمینی قرار می‌گیرد.
هنری کیسینجر دیدگاه خمینی را با اسلامگرایی جهادی سید قطب همراستا می‌داند. او دربارهٔ انقلاب ایران می‌گوید که: در ابتدا خمینی مدعی دموکراسی و برابری اقتصادی بود اما با بازگشت او به تهران پس از تبعید به جای اجرای «برنامه‌های اجتماعی و تأسیس حکومت دموکراتیکی که وعده داده بود، علیه نظم منطقه و مدرنیته موضع گرفت». کیسینجر دیدگاه خمینی نسبت به نظم جهان را این‌گونه شرح می‌دهد:
در دکترین خمینی دولت نه موجودیتی مستقل بلکه سلاحی در راه مبارزه مذهبی بود… همه نهادهای سیاسی در خاورمیانه و ورای آن، نامشروع بودند چون بر اساس قانون الهی شکل نگرفته بودند… روابط مدرن بین‌المللی که بر اصول معاهده وستفالی قرار دارد، به نظر او جعلی بودند چون روابط بین ملل باید بر زمینه‌های معنوی می‌بود.
انور سادات رئیس‌جمهور اسبق مصر خمینی را یک دیوانه روانی نامسلمان و دشمن مصالح ایران قلمداد کرد و مخالفت خود را با جمهوری تازه تأسیس وقت اسلامی به روشنی بیان ساخت. برخی دلیل این باور را تأثیر وقوع انقلاب سال ۱۳۵۷ ایران بر گروه‌های سیاسی-اسلام‌گرای مصر می‌دانند و معتقدند که این مسئله سبب شد تا این گروه‌ها حتی به رغم اینکه تمام مولفه‌های انقلاب مذکور را قبول نداشتند جسورتر شوند.
عباس میلانی می‌نویسد که خمینی، انسانی سخت کینه‌توز بود. هیچ توهینی یا بی‌نزاکتی به خود را فراموش نمی‌کرد. یرواند آبراهامیان با ذکر هفت دلیل، می‌نویسد که برخلاف تبلیغات رسانه‌های غربی و باور عامیانه، خمینی بنیادگرا و افراطی نبود بلکه عوام‌گرا بود.

## به نقل منابع وابسته
برخی منابع وابسته به نظام اسلامی ایران مدعی هستند که هنری کیسینجر گفته است:
خمینی مردی بود که توده‌ها را با کلام خود مسحور کرد وی به زبان مردم عادی سخن می‌گفت و به طرفداران فقیر و محروم خود اعتماد به نفس می‌بخشید. این احساس آن‌ها را قادر ساخت تا هر کسی را که سر راهشان بایستد از بین ببرند وی به مردم نشان داد که حتی می‌توان در برابر قدرتهایی مثل آمریکا ایستاد و نهراسید.
همچنین این منابع مدعی هستند که هنری پراکت کاردار سیاسی و نظامی سفارت آمریکا در ایران (۷۲–۱۹۷۸) و مسئول دفتر ایران در وزارت امور خارجه این کشور گفته است:
آیه الله خمینی غرب را با بحران جدی برنامه‌ریزی مواجه کرد تصمیمات او آن چنان رعد آسا بود که مجال هر نوع تفکر و برنامه‌ریزی را از سیاست مداران و نظریه پردازان سیاسی می‌گرفت.
هیچ‌کس نمی‌توانست تصمیمات او را از پیش حدس بزند او با معیارهای دیگری غیر از معیارهای شناخته شده در دنیا سخن می‌گفت و عمل می‌کرد. گویی از جای دیگر الهام می‌گرفت دشمنی آیه الله خمینی با غرب برگرفته از تعالیم الهی او بود او در دشمنی خود نیز خلوص نیت داشت.

## آثار
روح‌الله خمینی بیش از چهل کتاب در زمینه‌های اخلاق، فقه، عرفان، فلسفه، حدیث، شعر و تفسیر نوشته که بیشتر آنها را پیش از انقلاب ۱۳۵۷ بوده است.
به باور فرج سرکوهی، نویسنده و منتقد ادبی، نثر فارسی خمینی، برخلاف نثر عربی او، نثری است «نازل» و نزدیک به «نثر منشیانه دوران انحطاط نثر فارسی در دوران صفوی و قاجاری».

## تصویرپردازی

### سینما
در سال ۱۹۸۸، در فیلم کمدی سلاح عریان: پرونده‌های جوخه پلیس! بازیگر آمریکایی چارلز گراردای در نقش خمینی ظاهر شد. این فیلم با اعتراض جمهوری اسلامی مواجه شد. در صحنه‌ای از این فیلم شخصیت اصلی داستان فرانک ربین که یک کارآگاه است به بازیگر نقش خمینی سیلی می‌زند.
بهروز افخمی نیز فیلم فرزند صبح زندگی خمینی را به تصویر می‌کشد که بخش عمده فیلم مربوط به دوران پیش از هفت سالگی وی است. مراحل تهیه این فیلم تاکنون بارها به دلایل مختلف به تعویق افتاده است.

### موزه
در موزه‌ای موسوم به خانه مومی در ایالت تگزاس آمریکا تندیس مومی روح‌الله خمینی در کنار تندیس جوزف استالین و آدولف هیتلر در قسمت بدترین انسان‌ها قرار گرفته است.

### ممنوعیت یادبود اقامت خمینی در نوفل لوشاتو
تا سال ۱۴۰۱ در محلی که خمینی پیش از بازگشت به ایران آن‌جا اقامت داشت تابلویی نصب شده بود که روی آن متنی به زبان فارسی و فرانسه به همراه تصویر او وجود داشت. در دی ۱۴۰۱ و پیرو مناقشاتی که پس از خیزش ۱۴۰۱ ایران و چاپ کاریکاتورهای علی خامنه‌ای در نشریهٔ شارلی ابدو بین حکومت ایران و فرانسه پیش آمد، شهردار نوفل لوشاتو اعلام کرد تابلوی مذکور از انظار عمومی پنهان خواهد شد. در ۵ بهمن ۱۴۰۱ افراد ناشناس شیشهٔ تابلو را شکسته و عکس خمینی را از قاب چوبی آن درآورده و تخریب کردند. چند روز بعد شهرداری نوفل لوشاتو دستوری صادر کرد که بر اساس آن نصب هرگونه تصویر و پوستر برای یادبود اقامت خمینی در این شهر ممنوع است. در دستور شهرداری نوفل‌لوشاتو آمده است:
بنای یادبودی که از سال ۲۰۱۷ در حیاط اقامتگاه خمینی در این شهرک همراه با تصویر او نصب شده و از خیابان نیز قابل رؤیت بود، ستایشگر جنایات جمهوری اسلامی و نقض مکرر حقوق بشر در ایران است و دیگر در خاک فرانسه قابل تحمل نیست.

## خیزش ۱۴۰۱ ایران
پنج‌شنبه ۲۶ آبان ۱۴۰۱ مردم معترض در خمین زادگاه خمینی، خانه-موزه او را به آتش کشیدند. شامگاه پنجشنبه ۲۱ مهر ۱۴۰۱ در جریان خیزش انقلابی مردم ایران علیه جمهوری اسلامی ایران، شهروندان معترض در نیشابور مجسمه خمینی را در یکی از میدان‌ها اصلی این شهر تخریب و واژگون کردند.

## اهانت‌ها
اهانت به خمینی به عنوان جرم در ایران شناخته شده است و در همین راستا قانون مجازات اسلامی ایران اهانت به وی را جرم انگاری کرده و مستوجب شش ماه تا دو سال حبس دانسته است.
در ۲۲ دی ۱۳۸۱ روی روزنامه حیات نو کاریکاتوری تاریخی مربوط به سال ۱۹۳۷ را چاپ کرد که شباهت تصویر رئیس دیوان عالی آمریکا در آن زمان، با خمینی موجب توقیف این روزنامه شد.
در جریان تظاهرات روز دانشجو در سال ۸۸ نیز بحران پدید آمده بر سر نمایش تصاویری از پوستر پاره شده خمینی از سوی تلویزیون دولتی ایران بار دیگر فضای سیاسی این کشور را به شدت ملتهب کرد و به دامنه برخوردهای حکومت با منتقدان و مخالفان و مجادلات لفظی، ابعاد کم سابقه‌ای بخشید.

## خرافه‌پردازی دربارهٔ خمینی
- در اوایل انقلاب ۱۳۵۷، شایع شده بود که چهره خمینی در ماه، دیده می‌شود.[۳۲۳][۳۲۴][۳۲۵]

## نگارخانه

متن سخنرانی خمینی در دبیرستان حکیم نظامی

## یادداشت
1. ↑  در ۱۵ بهمن ۱۳۵۷ با تعیین مهدی بازرگان گزینهٔ پیشنهادی شورای انقلاب به نخست‌وزیری دولت را تشکیل داد، و در ۲۲ بهمن با پیروزی انقلاب، حکومت را به صورت بالفعل به دست گرفت.
2. ↑  در تقویم رسمی ایران، ۱۴ خرداد به عنوان سالگرد ارتحال خمینی ثبت شده است.